# ちびまる子ちゃん
『ちびまる子ちゃん』（ちびまるこちゃん）は、さくらももこによる日本の漫画作品、および同作品を原作とするテレビアニメである。また本作の主人公のニックネームでもある。

## 概要
1970年代の静岡県清水市（現：静岡県静岡市清水区）入江地区で少女時代を過ごした、作者のさくらももこの投影である小学3年生の「ちびまる子ちゃん」が、家族や友達とともに繰り広げる日常生活を描いたコメディ漫画である。アニメでもテレビスペシャルなどによっては時代設定が放送当時に合わせている場合があるが、基本的には1974年（昭和49年）から1975年（昭和50年）の時代設定で統一されている。なお、さくらの他作品『コジコジ』では、「クンチャン漫画界」での物語、という扱いになっている。
1989年度、第13回講談社漫画賞少女部門受賞。
本作品はさくら自身初の連載作品であり、連載が決まった当時「自身の子供のころのことで、家族や友達がちょっといればどうにかなると思っていた」とさくらは語っている。一方で、半自叙伝の漫画版「ひとりずもう」の最終回においては、「たまちゃんと過ごした日々のことを、いつか漫画にしたい」と彼女に明かしており、ぼんやりとした構想はデビュー時点ですでに抱いていたとも解釈できる。
平凡で怠惰な性格の少女が主人公、というのは発表当時の少女漫画界では珍しかったほか、ナレーションによる鋭いツッコミも画期的な表現手法であった。西城秀樹や山本リンダといった当時のアイドル、ローラースルーゴーゴーや笑い袋といったグッズなど、作中当時の文化や流行も随所に取り入れられた。
初期はさくら自身が体験した小学生時代の実話を基にしたエッセイ風コミックだったが、連載の長期化に伴ってさくら自身の体験談は描き切り、ほぼ創造のみの作風に変わっていった。それに伴い、登場人物も初期は比較的リアルな人物描写だったが、次第にマンガチックにデフォルメして描かれるようになり、特に単行本10 - 14巻あたりでは、頭身がかなり低めに抑えられていた。また、作品の舞台である1974年当時の日本にはまだ存在していなかった、あるいは一般的ではなかった物や行事が作中に登場する事例も見られるようになっている。さくらの実体験をベースとしたエピソードでも、必ずしも忠実に漫画化しているとは限らず、実体験との相違点は1996年 - 1998年にかけて刊行したエッセイ『あのころ』『まる子だった』『ももこの話』で綴っている。『ほのぼの劇場』に関しても、「放課後の学級会」以外は、多少実話性は落ちるとさくらは後に述べている。さくら自身の体験談を基としたエピソードの中には、幼少期や高校生以降のものと共通するネタもある。
漫画連載のみであった当初はカルト的な人気に留まっていたが、1990年のテレビアニメ化によって広く認知されていった。放映枠が『サザエさん』の前枠であったことも、大きな力になったという。
さくら本人が多忙になってきていると感じたことから、漫画については『りぼん』1996年6月号掲載分の「その114」をもってレギュラー連載を終了し、以降はテレビアニメを主軸に据えることとなった。
テレビアニメ、映画ともに人気を博したほか、2021年2月時点で電子版を含めた累計発行部数は3250万部を突破しており、連載されていた漫画『りぼん』のコミックスの中では通巻最高発行部数を記録している。関連商品、グッズも数多い。1989年に西武百貨店の新聞広告で使われたほか、『アイドル時代の神話』（小倉千加子/著、朝日新聞社）（元は朝日ジャーナルの連載記事）などの書籍での紹介で、アニメ本放送以前からある程度一般にも知られていた。1990年のテレビアニメ放送とそれに伴う関連商品発売、その他のアニメ版を基にしたイラスト広告などでの利用によって「平成のサザエさん」と呼ばれるほどの国民的な認知度を得るに至る。1990年のキャラクター商品の売上額は年間100億円以上を記録した。1991年には700億円に達したとされており、「人間は売れない」という業界のジンクスを覆した。また、「ウゥ〜ン」「いけずぅ〜」といった登場人物の口癖も1990年に流行語となった。日本のみならず中国大陸、台湾（中華民国）、香港特別行政区でも人気があり、前述の3か国・地域での商品化市場は2014年時点で30億円に達する。
2006年4月18日と10月31日には実写テレビドラマ化され（ドラマの項を参照）、2007年4月19日からはレギュラー番組として『まるまるちびまる子ちゃん』の放送を開始した。当初半年の予定だった放送期間は延長され、最終的に2008年2月28日に番組終了という形になった。
2007年7月から2012年1月3日まで東京新聞・中日新聞・北陸中日新聞の中日新聞社発行朝刊紙面と提携をしている新聞紙面で、ちびまる子ちゃんの4コマ漫画が連載されていた。
2011年8月には25周年を記念して第1話である「『おっちゃんのまほうカード』の巻」のリメイク版が掲載された。
2013年8月18日、サンケイスポーツ（産業経済新聞社）にて実写テレビドラマが5年半ぶりに放送することが発表された。3代目まる子役には信太真妃が選出され、同年10月1日に「スペシャルドラマちびまる子ちゃん」として（ドラマの項を参照）、『「まる子、おじいちゃんを祝う」の巻』『「まる子、席替えをする」の巻』『「まる子、納豆を食べよう」の巻』『「まる子とたまちゃん、風船の手紙を拾う」の巻』の4本の作品が放送された。
デビュー30周年となった2014年には、さくらが「30年間、良い事も大変な事もいっぱいありましたが、私は作家としてとても幸せな月日を送らせていただいています。感謝にたえません。」とコメントした。
2015年にはアニメ放送25年を記念して以下の企画が行われた。
- 1月25日 - 『ちびまる子ちゃん アニメ25周年記念〜旅は道連れ、苦あれば楽あり美味もありスペシャル』を放送[18]。
- 3月21日 - フジテレビに1年間限定で『ちびまる子ちゃんカフェ』をオープン[19]。
- 4月2日 - LINE公式アカウントを開設し、データ放送との連動企画を実施[20]。
- 7月18日〜8月31日 - プラネタリウムプログラム『ちびまる子ちゃん 星にねがいを』を各地で上映[21]。
- 7月27日 - 静岡鉄道の静岡清水線にて、1年間限定で『ちびまる子ちゃんラッピング電車』を運行[22]。ラッピング電車は好評のため、運行当初の予定から変更されて2019年7月31日まで運行期間が延長されている[23]。さらにその後も、運行期間は延長されている（「広告・商品イメージキャラクター」の節を参照）。
- 10月10日 - 都内の菓子店「西光亭」よりコラボ商品を販売[24][25]。
- 12月18日 - 2016年1月31日 - 日本アニメーションより、「ちびまる子ちゃんケーキセット」を販売[26]。
- 12月18日 - スイーツパラダイスにて『ちびまる子ちゃん』をイメージしたスイーツを販売[27]。
- 12月23日 - 映画『ちびまる子ちゃん イタリアから来た少年』を公開。本作の映画化は、1992年公開の『ちびまる子ちゃん わたしの好きな歌』以来23年ぶりとなっている[28]。

2018年8月27日、原作者のさくらももこが死去したことがさくらプロダクションから公表された。フジテレビによるアニメの放送は継続され、同年9月2日には2011年10月に放送された第1話のリメイク版が再放送された。単行本も同年12月25日に発売された17巻をもって一旦完結となった。
さくらが生前に制作していたテレビアニメ用の脚本を元に、さくらプロダクション（小萩ぼたん）の作画で『ちびまる子ちゃん』の新作漫画を2019年から『りぼん』に不定期掲載していくことが決まった。詳細は後述の「漫画」の項目を参照。2022年10月には、単行本の続巻発行が再開されることが決まった。
2020年にアニメ放送30年を迎えるのを記念して、以下の企画が行われた。
- 2019年4月7日〜6月9日 - 「10週連続 さくらももこ原作まつり」と題し、人気の高い原作エピソードのリメイク版を放映[33]。
- 2019年8月8日〜2023年7月17日 - アニメ版を主軸とした展覧会「アニメ化30周年記念企画 ちびまる子ちゃん展」を開催。2019年8月の東京の松屋銀座での開催を皮切りに[34]順次他地域を巡回[35][36]、2023年6月～7月にかけての山口県周南市での開催がラストとなった[37]。
- 2020年1月19日 - 1時間スペシャル『ちびまる子ちゃん　アニメ化30周年SP～人気投票ザ・ベスト30～』を放映。通常のエピソード2話に加え、2019年に公式LINEで実施された人気投票の結果が発表された[38]。
- 2020年11月27日、12月23日 - アニメ第1期のHDリマスター版Blu-ray BOXを発売（全2巻）。なお、権利上の問題から第8話・第77話は除外されており、全話収録とはなっていない[39][注 9]。

2021年に原作35周年を迎えるのを記念して、以下の企画が行われた。同年10月には、2022年も記念企画を継続して実施すると発表された。
- 2021年1月1日 - GUとのコラボレーション商品を発売[41]。
- 2021年3月3日 - 『りぼん』2021年4月号での「応募者全員大サービス」に、本作もラインナップされた（アニメ化30周年記念も兼ねて）。イラストは、さくらももこ作画分だけでなく、現行のさくらプロダクション（アシスタント）作画分も使用された[42]。
- 2021年7月2日 - 連載開始からちょうど35周年となる『りぼん』2021年8月号に、原作第1話と繋がりのあるアニメオリジナルエピソード「明日から夏休み」のコミカライズを掲載[43]。それに加えて、原作35周年記念特集が誌面上で組まれた。記念特集については、同年10月号まで継続して実施され[44]、ぼる塾の田辺智加（8月号）[45]、オズワルド（9月号）[46]、かまいたちの濱家隆一（10月号）[47]も寄稿した。
- 2021年11月11日～2021年12月25日 - 横浜ランドマークタワーとコラボレーションしたクリスマスイベントを実施[40]。
- 2021年11月26日 - 連載初期のグッズ用イラスト及び、さくらが秘蔵していたイラスト[注 10]を使用した新規グッズを、キデイランド主要店とエスパルスドリームプラザ、横浜ランドマークタワーのイベント会場にて先行販売開始[48]。
- 2021年12月5日～2022年1月30日 - 「原作35周年！あなたの好きな"神回"さくらももこ原作まつり」と題し、事前の一般公募で得票数の高かった原作エピソード[注 11]のリメイク版を放映[49][注 12][注 13]。事前の一般公募は、2021年2月28日～6月30日にかけて公式サイト上にて行われていた[50]。
- 2021年12月4日 - BEAMSとのコラボレーション商品を発売[51]。
- 2022年12月15日～2022年12月25日 - ネルケプランニングの手による本作初の舞台「ちびまる子ちゃんTHE STAGE」を公演（詳細は後述）[52]。

2022年5月1日の放映分で、テレビアニメの放映回数が通算1500回に到達した。これを記念して、同日放映のエピソードに萩本欽一がゲストとして登場した。また、同年5月8日 - 5月29日にかけて、「放送1500回記念！5月のさくらももこ原作まつり」と題した原作エピソードのリメイク週間が組まれた。
2024年3月に死去した初代まる子役のTARAKOの後任となった菊池こころのデビューに合わせる形で、アニメ化35周年記念企画が開始された。企画第1弾として、「季節まるごと！さくらももこ 春夏秋冬の原作まつり」と題した原作エピソードのリメイク週間が2024年4月21日 - 2024年6月9日の予定で組まれた。
2022年には、中国の制作会社の手によって、本作初の3DCGアニメ映画『櫻桃小丸子：奇幻筆記』（Chibi Maruko Chan：The Fantastic Notebook）が中国で上映される予定（邦題及び日本での上映は不明）。なお、当初は2月（春節）上映と報じられていたが、それを過ぎた時点でも続報は報じられていない。

## 登場人物
さくら ももこ（まる子）
本作の主人公。モデルは作者自身。1965年5月8日土曜日生まれ。A型、牡牛座。9歳の小学校3年生。愛称は「まる子（まるこ）」「まるちゃん」（初期には「ちびまる」とも。また1年のころは「ももこ」と呼ばれていた）。作中では本名で呼ばれることは少ない。
マイペースで楽天的な性格で怠け者であり、そのうえお調子者な言動から、いつも怒られてばかりいる。特に初期の頃はぼんやりとしていることが多く、おっちょこちょいなところも多かった。勉強嫌いで授業中はいつもうわの空状態（現在はそれほどでもないが、ノートをとったこともなかった時期がある）。
さくら ひろし
まる子の父。通称「父ヒロシ」。作者の実父がモデルで、名前もヒロシで同じである（正確には漢字表記で「広」）。A型、いわゆる「昭和一桁生まれ」（正式には昭和9年）の40歳。巨人ファン。
さくら すみれ
まる子の母。旧姓は「こばやし」。神奈川県横浜市生まれで、旧静岡市出身。A型、ヒロシと同い年の40歳で専業主婦（昔は働いていたらしい）。
さくら さきこ
まる子の姉。家族からは基本的に「お姉ちゃん」と呼ばれる。作者の実姉がモデルだが、名前は異なり、範子である。11歳または12歳で入江小学校6年2組。1963年3月21日生まれ。A型、初期は錦野旦のファンだったが、現在は西城秀樹の熱狂的大ファン。
さくら 友蔵（さくら ともぞう）
まる子・さきこ・あけみ・ひろあきの祖父でヒロシの父。76歳。O型。
モデルは名も同じ作者の祖父ということになっているが、作者によれば「性格は正反対であり、意地悪で冷たく、家族の中で一番嫌っていた」とコメントしている。作中の好々爺である友蔵はむしろ「自分の理想のおじいちゃん」を描いたものであるとのこと。
息子のヒロシに対しては叱ることはあるが、孫にはめったに怒らない。
さくら こたけ
まる子・さきこ・あけみ・ひろあきの祖母でヒロシの母。4月4日生まれの72歳。A型、牡羊座。
さくらの最初の結婚（1989年）の時までは存命であった。
友蔵と同じく、まる子に対してはめったに怒らない。
穂波 たまえ（ほなみ たまえ）
1巻から登場。愛称は「たまちゃん」。まる子の親友。1965年6月18日生まれ。O型、双子座。
優しく女の子らしい性格であり、怒りを表すことはほぼない（が、まる子や自分の父を諌める時があり、しっかりしている）。
作者の小学校時代からの親友がモデルで、名前も漢字・平仮名の違いを除いて同じである（実際は漢字表記で「珠絵」）。
花輪 和彦（はなわ かずひこ）
1巻から登場。原作・アニメ共に、「花輪クン」と表記されることが多い。豪邸に住む大金持ちのお坊ちゃま。1965年8月7日生まれ。B型、獅子座。生月日の由来は「はなわ」の語呂合わせ。巨人ファン。祖父は弁護士で大地主。名前の由来は漫画家の花輪和一から。
丸尾 末男（まるお すえお）
1巻から登場。3年4組の学級委員。1965年12月31日生まれ。AB型。
学級委員になることに命を懸けているエキセントリックな少年。地道な練習を惜しまない努力家であり、非常に真面目で成績優秀。名前の由来は漫画家の丸尾末広から。
浜崎 憲孝（はまざき のりたか）
6巻から登場。愛称は「はまじ」。陽気で面白い顔をした、クラスのムードメーカー。アニメ第1期のエンディングクレジットでは最終回まで「浜崎くん」と表記されていたが、アニメ第2期からは「はまじ」または「ハマジ」と表記されている。1965年8月20日生まれ。B型。
永沢 君男（ながさわ きみお）
6巻から登場。1965年6月27日生まれ。玉ねぎのような形の頭とそばかすが特徴。
藤木 茂（ふじき しげる）
6巻から登場。三角形の目でクチビルが青く、暗い性格の男子。1965年4月19日生まれ。初期は5月生まれ。第2期の初期は2月19日生まれ。魚座。クラス一の長身。
野口 笑子（のぐち えみこ）
13巻から登場（もとはスピンオフコミック『永沢君』のキャラクター）。本作のアニメでは第2期からレギュラーとして活躍。ミステリアスなオーラのある暗い女子。1965年9月9日生まれ。
小杉 太（こすぎ ふとし）
10巻から登場。太った男子。1965年8月10日生まれ。体重はすみれと同じで58kg。大野くんと家が近所。
食べることがとにかく大好きな、食い意地の張った極度の大食いで、大食漢の食いしん坊。
前田 ひろみ (まえだ ひろみ)
12巻から登場。自己中心的な性格でわがままな女子。クラスメイトの女子の中では、1番の問題児でもある。人から注意されたり、気に入らない事を言われたりするとすぐに顔を真っ赤にして大泣きをする。1965年6月21日生まれ。

## 作品の舞台
本作品は、作者のさくらが少女時代を過ごした静岡県清水市（現：静岡県静岡市清水区）の入江地区（旧入江町）が主な舞台となっている。
さくら家については、実際は当時八百屋を営んでおり、住居も店舗兼住宅となっていた。しかし、本作品においては「作品の内容とあまり関係がない」「店を描くのが大変」との理由から八百屋を営む描写は省略され、通常の一戸建て住宅に変更された。大半の関連作品においてもこの変更は踏襲されているが、ドラマ『さくら家の人びと』や漫画版『ひとりずもう』では、当時の実際の家庭環境に準拠して八百屋となっている。
駄菓子屋の「みつや」は、同名のお菓子屋がさくらの実家からやや離れた場所に実在したものの、店自体はさくらの実家近くに当時存在した駄菓子屋がモデルとなっている。小鳥屋の「青野小鳥店」は当時の清水市内に実在したものの、モデルとなった店は異なる。さくらによれば「適当に『青野小鳥店』と名付けただけで、清水に同名の店が存在していたのは後になって知った」とのこと。
書店「戸田書店」は当時の清水市にも実在していた（2011年に清水本店は休業）が、『ちびまる子ちゃん』と漫画版『ひとりずもう』では建屋の形状や立地が異なっている。なお、実際の清水本店は両作品とは異なりビルの階下に店舗を構えていた。
まる子たちが通う入江小学校も、実在する学校である。漫画とアニメで教室の設備が若干異なっており、漫画では教室後部のランドセルのロッカーが露出型であるのに対して、アニメでは扉が付けられている。なお、小萩ぼたん作画分（その133）からは、アニメ版の仕様に統一されている。

## 漫画
『りぼん』（集英社）1986年8月号から1996年6月号まで連載され、同誌の看板作品になった。レギュラー連載の中断後、2000年の雑誌『富士山』での2度の読み切り掲載を経て、『りぼん』2002年1月号から不定期扱いで連載再開。おおむね年1回 - 数回のペースで掲載されたが、通常回は2014年5月号で（ムック本も含めると2014年刊行の『おめでとう』掲載分が最後）、映画原作も含めると2016年1月号で再度中断。2018年8月にさくらが逝去したため、2016年1月号が最終回となった。再開後（単行本15巻以降）は、アニメオリジナル作品のコミカライズが主流となった。アニメオリジナル作品のコミカライズでは、展開をアレンジしている場合や、内容が大きく変更されている場合もある。
連載初期、同時期に連載されていた『お父さんは心配症』（作：岡田あーみん）との合作企画が行われたことがある（コミックス2巻収録「まる子、デパートへ行く」）。
2006年から『りぼん』の増刊号「ぴっかぴか増刊 あみーご!」にてアニメ版がメイン扱いで掲載されており、翌2007年7月にはちびまる子ちゃん単独（『まるまるちびまる子ちゃん』含む）掲載の号が発売された。
『りぼん』2009年5月号では、同じくさくらの作品である『コジコジ』のりぼんマスコットコミックス版発売に合わせて、『ちびまる子ちゃん』と『コジコジ』が共演する漫画が掲載された。
さくらの死後、さくらが生前に制作していたテレビアニメ用の脚本を元に（アニメオリジナル作品のコミカライズ路線を引き継ぐ形で）、さくらプロダクションでさくらのアシスタントを長年務めた小萩（こはぎ）ぼたんの作画による『ちびまる子ちゃん』の新作漫画が、『りぼん』2019年11月号から不定期扱いで掲載再開。小萩ぼたん作画による新作漫画は、さくらの生前における連載の最終回の続きという意味で「その133」からカウントされているほか、作品名も『ちびまる子ちゃん』をそのまま継承している。
『りぼん』2023年5月号および『週刊少年ジャンプ』2023年18号において、「さくらももこ展（横浜会場）」の告知用短編漫画「まるコジ」が掲載された。
『りぼん』2024年12月号からは『コジコジ』の不定期連載が開始されるが、『ちびまる子ちゃん』の不定期連載は継続する予定と報じられている。

### 単行本
コミックス版18巻（りぼんマスコットコミックス）、文庫版全9巻、愛蔵版（特製ちびまる子ちゃん）全5巻、集英社ガールズリミックス版第9 - 10巻の全2巻、および『ちびまる子ちゃん-大野君と杉山君』『ちびまる子ちゃん -わたしの好きな歌』『ちびまる子ちゃん キミを忘れないよ』の映画原作3巻が刊行されている。1996年に『りぼん』でのレギュラー連載が終了したこと、再開（不定期連載化）後の掲載間隔の長さなどの理由から、発表期間に対しての単行本の巻数は比較的少数に留まっている。文庫版は、レギュラー連載の最後となった「その114」（単行本14巻収録分）までの収録となったほか、『ももこのほのぼの劇場』が収録から外された。逆に『大野君と杉山君』は文庫版の収録対象となった（第4巻に収録）。文庫版の電子書籍はフルカラー化（さきこの冬服など、配色がアニメと異なるケースもある）されている一方、『大野君と杉山君』は外されているほか、収録話数の区切りも紙版とは相違がある。
なお、初期の単行本には、まる子らしき「ももこ」が主人公となった短編作品『ももこのほのぼの劇場』が同時収録されており、このうち『5月のオリエンタル小僧』、『小鳥屋ののりちゃん』、『放課後の学級会』など（主に「ももこ」が小学生頃までの作品）はアニメ版の原作となった。『いつものかえりみち』の一部・『夢の音色』（「ももこ」の中高生時代を題材とした作品）は、後に漫画版『ひとりずもう』においてリメイクされた。さくらの高校～短大時代（漫画投稿時代）が紹介される際、漫画版『ひとりずもう』発表以降は同作が引用される機会が多くなるが、現在でも一部の書籍や2022年から巡回中の「さくらももこ展」において『夢の音色』などが引用されている。文庫化に際し、『ちびまる子ちゃん』から独立して『ほのぼの劇場』（全2巻）として再編された。『盲腸の朝』など、一部の作品は文庫版への収録はなされていない。
1995年に描かれた「まる子、夢について考える」はコミックス版13巻に収録予定だったが、この作品を失敗作とみなしたさくらの意向により未収録となった。
後任の小萩ぼたん作画分の単行本は、さくらももこ時代の巻数を引き継いで18巻からカウントされている。なお、18巻からは、表紙・総扉のタイトル表記が、17巻までのゴシック体・明朝体から、作品ロゴを使用する形態に改められている。
書誌情報（コミックス版）
1. 1987年7月15日発売[99]、ISBN 4-08-853413-1
2. 1988年2月15日発売[100]、ISBN 4-08-853434-4
3. 1988年7月15日発売[101]、ISBN 4-08-853450-6
4. 1989年1月13日発売[102]、ISBN 4-08-853472-7
5. 1989年8月11日発売[103]、ISBN 4-08-853494-8
6. 1990年1月12日発売[104]、ISBN 4-08-853511-1
7. 1991年1月11日発売[105]、ISBN 4-08-853550-2
8. 1991年10月15日発売[106]、ISBN 4-08-853584-7
9. 1992年6月15日発売[107]、ISBN 4-08-853614-2
10. 1993年1月14日発売[108]、ISBN 4-08-853646-0
11. 1993年12月8日発売[109]、ISBN 4-08-853704-1
12. 1994年12月7日発売[110]、ISBN 4-08-853771-8
13. 1995年12月7日発売[111]、ISBN 4-08-853831-5
14. 1996年12月9日発売[112]、ISBN 4-08-853891-9
15. 2003年2月14日発売[113]、ISBN 4-08-856439-1
16. 2009年4月15日発売[114]、ISBN 978-4-08-856879-9
17. 2018年12月25日発売[115]、ISBN 978-4-08-867523-7
18. 2022年10月25日発売[116]、ISBN 978-4-08-867685-2

- さくらももこ『映画原作特別描き下ろし ちびまる子ちゃん キミを忘れないよ』集英社〈りぼんマスコットコミックス〉、2015年12月25日発売[117]、ISBN 978-4-08-867401-8

### 関連漫画

#### 永沢君
中学生になった永沢を主人公としたスピンオフコミック。小学館『ビッグコミックスピリッツ』において連載されていた。冴えない中学生男子たちの日常を描いている。世界観は『ちびまる子ちゃん』と同一だが、まる子は回想シーンのみの登場。永沢のクラスメートとして藤木、花輪、野口、城ヶ崎、小杉が登場（後者3人は元々この作品が初登場）する。『ちびまる子ちゃん』でのエピソードである「火事によるトラウマ（心的外傷）」にも触れられている。単行本は単巻。後に、関連作品をまとめた『てんこ盛り!!永沢君』も発売された。さくらの没後、集英社から愛蔵版が発売された（『てんこ盛り!!永沢君』は『永沢君、推し!!』に改題）。

#### 漫画版「ひとりずもう」
成長したももこ（まる子）の青春時代を描く。ももこは地元の中学・高校を経て短大に入学するが、高校時代の途中から漫画家を夢見て漫画誌に投稿を繰り返す。さくらが投稿時代に体験した挫折、ついに入賞して漫画家への道が開けた喜び、親友との離別などを中心に描いた、作者の半自叙伝。『ちびまる子ちゃん』の続編とも謳われるが、同作での描写と合わない箇所もある。2006年に小学館『ビッグコミックスピリッツ』にさくらの自著エッセイ「ひとりずもう」を原作とした漫画を連載、単行本上下巻。のちに集英社によって文庫本化された。

#### 4コマ版「ちびまる子ちゃん」
2007年7月1日から4年半の間、新聞で連載されていた『4コマちびまる子ちゃん』は全13巻刊行された（後述）。
書誌情報
1. 2008年2月4日初版第1刷発行、ISBN 978-4-09-181825-6
2. 2008年7月5日初版第1刷発行、ISBN 978-4-09-182093-8
3. 2008年12月31日初版第1刷発行、ISBN 978-4-09-182325-0
4. 2009年4月20日初版第1刷発行、ISBN 978-4-09-182527-8
5. 2009年9月2日初版第1刷発行、ISBN 978-4-09-182697-8
6. 2009年12月31日初版第1刷発行、ISBN 978-4-09-183098-2
7. 2010年5月3日初版第1刷発行、ISBN 978-4-09-183237-5
8. 2010年10月5日初版第1刷発行、ISBN 978-4-09-183466-9
9. 2011年2月2日初版第1刷発行、ISBN 978-4-09-183729-5
10. 2011年7月5日初版第1刷発行、ISBN 978-4-09-183879-7
11. 2011年12月5日初版第1刷発行、ISBN 978-4-09-184217-6
12. 2012年4月4日初版第1刷発行、ISBN 978-4-09-184430-9
13. 2012年7月4日初版第1刷発行、ISBN 978-4-09-184577-1

#### ちびしかくちゃん
本作のセルフパロディで、「まる子」ならぬ四角い顔立ちの「ざくろしか子」など、本作とは似て非なるキャラクターが登場する。パロディ元のまる子に比べて気の弱い「しか子」が、意地悪な友人の「だまちゃん」をはじめとするクラスメイトや、祖父の「友象」以外は理不尽なまでに厳しい態度をとる家族から迫害され、救いもないまま各回が終わる非常に暗い作風であり、目次には「この作品にはブラックユーモアが含まれています」との注釈が入れられている。世知辛い世の中を表したブラックユーモアな基本構成だが、それのみにはとどまらない回も存在する。しか子がテレビで『ちびまる子ちゃん』を見ているエピソードもある。それ以外にも、時代設定が発表当時（平成後期）に合わせられている描写がある。2巻ではしか子ばかりが迫害の対象にならないようになるなど、若干ながら作風の軌道修正が行われた。
集英社『グランドジャンプ』2015年21号より連載されていたオムニバス漫画作品「まんが倶楽部」の一編 として掲載されたのち、2016年22号より単体の連載作品に昇格したが、さくらが死去したため2018年19号で最終回となり、遺作のひとつになった。
単行本は全2巻。りぼんマスコットコミックスレーベルでの発売だが、りぼんマスコットコミックスの背表紙に必ず描かれているりぼんガールはリボンを付けたしか子の顔に変えられている。
書誌情報
1. 2017年9月25日発売[123]、ISBN 978-4-08-867476-6
2. 2018年12月25日発売[124]、ISBN 978-4-08-867529-9

## 4コマ漫画
2007年7月1日から中日新聞・東京新聞・北陸中日新聞・日刊県民福井（以上、中日新聞社が発行）、北海道新聞、西日本新聞、中国新聞、徳島新聞、河北新報、神戸新聞、8月1日から新潟日報の朝刊に、4コマ漫画として毎号連載されていた。連載開始当初は原則として、日曜・祝日掲載分はカラー、その他の日の掲載分はモノクロで掲載されていたが、2008年4月1日から連日カラー掲載になった。2007年7月15日から、「字が小さい」という読者からの指摘により、全体を大きくした。2008年1月からは小学館から単行本が発行されている。約4年半、1500回以上連載したが、2011年12月31日に4コマ漫画版の新作連載が終了、翌年1月は後継連載『おーい 栗之助』が始まるまでのつなぎとして「傑作選」が掲載された（1月1日から『カリンさん』が始まった新潟日報を除く）。単行本は全13巻。2018年末に、集英社によって全3巻の電子書籍として再編された。
設定について、原作本編が1974年 - 1975年を舞台にしているのに対し、4コマ版は現代を舞台としており、時事ネタなども多く取り入れられている。一部の登場人物は、夢や交友関係などがストーリー漫画・アニメから変更されている。ネタの中には、作者が過去に発表したエッセイからピックアップされたものもある。
ストーリー漫画・アニメで一定の地位を確立した後での連載であったが、当時は「4コマとしての体をなしていない」「朝刊にブラックユーモアな作風をそのまま持ち込まないで欲しい」など、読者からの批判も少なくはなかった。作者は単行本3巻の後書きで「新聞4コマなら最低10年間は継続させないといけない」とコメントしていたが、当初の目標の半分にも満たない期間での終了となった。ネタ出しの苦労や毎日の掲載で気が休まらなかったことなどを理由に、2014年時点での最も辛かった仕事として作者は本作を上げている。

## テレビアニメ
フジテレビ系列で毎週日曜日18:00 - 18:30（JST）にて1990年1月7日に放送開始し、2024年時点でも放送されている。同局系列のアニメ番組としては、直後の時間帯に放送される『サザエさん』に次ぐ2番目の長寿作品となっていて、全体としても、上記の『サザエさん』、『ドラえもん』、『それいけ!アンパンマン』、『クレヨンしんちゃん』に次ぐ、5番目の長さである。
日本アニメーションの社長の本橋浩一の孫が原作のファンだったことから企画が始動。本放送前にパイロットフィルム（音声無しでセリフは別の紙に添えられていた）が制作されており、その映像はDVD『ちびまる子ちゃん全集1992年「花輪クンに恋人が！」の巻』の付録に収録されている。このパイロットフィルムはアニメ第1話にも使われた「まるちゃん、きょうだいげんかをする」をベースに森康二が制作したが、原作との乖離が激しく鑑賞した原作サイドの宮永正隆は『自動車教習所で見せられる教育的アニメ」と評し、打診を断る。その後、改めて原作を踏襲した資料が提出されアニメ化を承諾。
穂波たまえ役の渡辺菜生子によると、当初まる子役には当時の人気アイドルを起用する予定だったものの、さくらが「イメージと違う」と難色を示した為に見送られ、改めてオーディションを開催するも該当者が見つからずさくらが自らまる子役を担当する事を制作サイドに持ちかけたほどだったという。その後、何度目かのオーディションでTARAKOが参加した時、TARAKOの声がさくらの声とよく似ていたことから、さくらは「この声だ!!」と抜擢したという。
原作者のさくらは初期から脚本を降板する1999年までは深く制作に関与しており、打ち合わせで持ち込まれた絵コンテに修正を加えたり、アドリブ禁止を貫くなどして作品の世界観を守っていた。さくらが脚本を降板した理由は、制作側との不仲やトラブルではなく「毎週毎週脚本を書かなくてはならないので、少し束縛感を感じてきたから」という理由のためで、その後もスペシャルや節目の年には脚本を担当していた。
芝山は監督を務めるにあたり、「パースを付けず、平面性を強調した構図を多用する」「鼻のないキャラクターの顔を違和感なく見せるために、振り向くカットや7対3の角度から映した構図を少なくする」「淡々としたムードを大切にするために、あまり動かさない」ことを映像演出面のポリシーとした。また、原作の性質である「まる子＝原作者」の前提を尊重するために、常にまる子になり切るために脚本陣・ローテーションの演出家にさくらと同世代の女性を多く揃える様にした。世代が異なる芝山は演出面のチェックに重点を置き、シナリオは脚本陣の意見を積極的に取り入れる姿勢を見せた。
さくらの回想によると監督の芝山に世界観の構築をする際、『ドラえもん』や『ど根性ガエル』のような世界観にして欲しいと要望を出したところ、全て芝山の監督作だったため芝山に突っ込まれている。
第1期は1990年1月7日に始まり、スペシャル1話を含む全143話が放送され1992年9月27日に最終回を迎えた。これはアニメ化が決まった段階でさくらが「どんな作品でも良い状態で続けられる寿命は3年。それ以上無理に続けても作品の質や価値が落ちるだけ」との考えから、最長で3年との条件を出していたためであった。しかし終了を惜しむ声が多く、次第に考えが変わったさくらが続編の製作を承諾、1995年1月8日より第2期として放送が再開された。
1991年から1992年にかけて「中央児童福祉審議会推薦」番組 となり、1991年3月31日放送分以降、1992年9月27日放送分までのオープニングにはそのクレジットがあった。FNS各局は本番組を、直後の時間帯の『サザエさん』とともに「青少年に見てもらいたい番組」に指定している。
第1期では、まる子の怠惰さやトラブルメーカーなど、原作に比較的忠実な性格設定となっている。原作にある独白を中心とした説明書きも、ナレーションという形で生かされている。また1974年当時実際に起きた事件、社会現象（仮面ライダースナック廃棄、七夕豪雨、ユリ・ゲラー、長嶋茂雄引退など）も原作と同じように多く取り扱われた。1992年3月29日と4月5日にかけて描かれた永沢家の火災事故も新聞の静岡版に掲載された実話が元。
しかし、さくらが脚本を担当した1995年から1998年頃の作品では、上記に加えてまる子が時に正義感の強いところを見せたりトラブルの解決者となることが多く、内容もいじめや教育実習生の苦悩、伝統工芸伝承者の後継者難などを取り上げた「社会派」の作品もあった。また終戦記念日前にはヒデじいの体験として『太平洋戦争』を描いた回もあった。
基本的に1話完結方式であるが、さくらが脚本を担当していた1999年4月までのエピソードでは以前の話を回想したり、続き物となるエピソードも多い。さくらが脚本を降板した1999年以降のエピソードでもまれに過去の出来事を回想する作品も存在しており、「おばあちゃんの誕生日」では「影絵をしよう！」、「まる子の小部屋」では「まる子、くまに憧れる」での展開を回想するシーンがある。
幾原邦彦は「企画・内容そのものはポピュラリティなのに、構造・演出が『これぞ亜細亜堂』的なムードを全面に出した、非常にマニアックでコアな感じが不思議でした」「第1話を見た時に『これはウケる』と唸りました」と賞賛している。
2000年11月から2001年1月28日に初めて原作作品のリメイクを行った。2011年5月1日以降になると1年に数回（2013年と2016年を除く）過去にアニメ化された漫画作品ないしさくらが脚本を手がけた作品をリメイクして放送している。しかし、一部の登場人物や内容はその話の雰囲気を壊さない程度にアレンジされている（現在呼び捨てで呼ばれる永沢のことを当時のまま「君」付けで呼ぶなど、当時そのままの部分もある）。新型コロナウイルス感染症（COVID-19）流行の影響で制作作業の一部が見合わせになった際には再開直後に放送される「10週連続さくらももこ脚本祭り」の宣伝の一環として2014年・2019年に放送された一部の原作エピソードの再放送を行った。
この他、緊急特番（東日本大震災などがその事例）の影響で放送中止になった際は基本的に次週へ繰り越し等の処置はされず、そのまま次週分が放送されるため、未放送に終わった回は年末などに放送されることが多い。そのため現在は豊嶋真千子がさきこ役を務めているものの、2016年末に先代の水谷優子が担当した回が放送された事例もある。なお、一部例外もあり、2023年5月21日放送予定分は、第49回先進国首脳会議（G7広島サミット）開催に伴い、前座番組の『Live News イット!』を30分緊急拡大に伴い急遽放送を休止したため、放送を1週間延期して対応していたが、7月2日は時系列の都合で当初6月25日放送予定回を一時お蔵入りにした。
原作者は『サザエさん』のように、本作の関連商品を許諾しない方針だったとのこと。しかしアニメ化に際して、商品化権なしにはスポンサーが集まらなかったので許諾した。もっとも本作のような作風ではキャラクター商品は売れないと判断されており、放送開始直前では8社しか商品化しなかった。しかし放送開始後に人気が過熱、1990年5月には31社が商品化した。ところが人気の過熱を警戒した原作者が商品化を断ったために、商品化が滞るようになった。この結果、すでに商品化を決定した各社は機会損失により経済的損害を蒙り、本作のキャラクター商品は著しく不足した。1990年の夏休みでは真正商品の不足のために偽物の商品が氾濫した。
2011年4月改編以降は、少女漫画発のテレビアニメ作品では唯一の全日帯・単独枠で本放送がなされる作品である。また同じく日曜日に放送される少女・女児向けアニメとしては、『プリキュアシリーズ』（8:30 - 9:00、朝日放送→朝日放送テレビ制作・テレビ朝日系列）とともに長く継続している。
本作は『サザエさん』同様ゴールデンタイムの直前の時間帯に放送されるため、番組改編期や大晦日など一部の年末年始における特番による休止は少なく、通常通り放送されることがある。但し、例外として一部の年末年始や直前の時間帯に放送される夕方のニュースにて重大ニュースがある場合は時間拡大の上、本作品の放送時間帯にも引き続きニュースを放送する場合があり、その際は放送休止となることがある（後述参照）。また、フジテレビがプロ野球の日本シリーズを日曜日に中継した年もしくは順延してきた場合は休止になる。この場合TVerの配信期間は臨時で1週分長く設定されている。また、長時間拡大のスペシャル版を放送する機会も比較的少ない傾向にある。かつてはゴールデンタイムでのスポーツ中継などの開始時間が15分のフライングスタートだった場合は15分先行放送という形で17:45 - 18:15に放送される場合があった。
ビデオリサーチ・関東地区調べの最高視聴率は1990年10月28日に記録した39.9%で、これはビデオリサーチがオンライン調査を開始した1977年9月26日以後に放送されたテレビアニメの視聴率の中では歴代1位となっている。
2016年に第10回声優アワードシナジー賞、2019年に第13回声優アワード特別賞を受賞。
前述の通りさくらの逝去後も、フジテレビは放送を継続することを発表した。

### フォーマット
第1期ではモノラル放送。本放送では全話シネテープによる高音質な音声が用いられていたが、再放送やビデオソフト版では一部の回が光学音声による収録となっている。第2期からステレオ放送を実施している。また、文字多重放送を実施しており、まる子のセリフは黄色、ナレーションは〈〉→［］で囲んで緑色、それ以外の人物は白色で表示される。『FNS27時間テレビ』内でも1990年 - 1996年の『1億人のテレビ夢列島'90』→『1億2500万人の超夢リンピック』まではモノラル放送だったが、1997年の『真夏の27時間ぶっ通しカーニバル』からはステレオ放送になっている。なお、『FNS27時間テレビ』では1990年 - 2003年（放送休止期間の1993年・1994年を除く）・2005年 - 2007年にアニメ本編が、2017年は番組内で本作とコラボしたミニアニメが放送された。
第1期は1話12分の2本立て（不定期、128話以降は1本）をメインに放送していたが、第2期から1本のみ（1話24分）になる。350話から再び2本になったが、現在でも一部の回で1本立てで放送する場合がある。
1999年6月6日の第227話から不定期に、9月26日以降は本格的に制作方式をセル画のフィルム撮影からデジタルアニメーションVTR撮影に移行した。1999年当時はセル画とデジタルが混在している時期で、2013年9月まで毎月第二週目を除きセル画でフィルム撮影されていた『サザエさん』などとは対照的に、かなり早い時期にデジタルVTR撮影となったが、製作元のデジタル製作に関するノウハウが乏しかった為に、素材の状態等に問題を抱えており、該当時期（ハイビジョン移行前）のソフトではそれらについての断り書きが添えられている。
2005年9月25日から系列外放送局も含めてハイビジョン化。その一方で当初エンディングはハイビジョン製作ではなく、地上デジタル放送では従来のアスペクト比4:3の映像のスタンダードサイズ画面左右に、花が流れる模様入りのクリーム色のサイドパネルを入れて、2009年12月まで継続して放送していた。
2008年12月7日の放送から、地上アナログ放送ではレターボックス（画面上下に黒帯を付加してアスペクト比16:9の画面）での放送に移行。
提供バックは2004年12月26日までブルーバックだったが、2005年1月以降は本編の一場面の差し替えに移行した。提供バックの移行は他のアニメ作品とは対照的に、かなり遅い時期に行われた。また、オープニングの後はオープニングの、エンディングの後はエンディングのテーマのインストゥルメンタルが流れるようになった。
2009年9月20日の放送のみ副音声で解説放送が実施されたが、2014年4月6日の放送から毎週ステレオ二重音声による解説放送を実施（また後番組にあたる『サザエさん』も解説放送を実施した）。
2009年4月5日の放送から提供読みの音声がまる子（TARAKO→菊池こころ）になり、2話目終了後CMに入らずそのまま次回予告に変更された（2014年3月30日放送分まで）。2010年からデジタル化対応により、エンディングの映像を変更（テロップフォントも差し替えられた）。
2011年からはオープニング映像が変更。
2012年4月からエンディングテーマは2004年から約8年使われた「アララの呪文」から新たに「100万年の幸せ」を使用開始。それと同時に長年続いていた終了時のエンドカードも廃止された。
2014年以降、オープニングテーマは様々なアーティスト（2014年版:E-girls、2016年版:ゴールデンボンバー、2019年版:ももいろクローバーZ）により歌われている。なお、2014年のE-girlsバージョンからテロップフォントが新しくなった。以降も引き続き使用（エンディングは2021年現在、従来のフォントを使用中）。
2014年8月3日よりフジテレビ製作アニメとしては初めてとなる連動データ放送を開始した（2015年1月4日はデータ放送自体は行われたが、フルーツキャッチゲームは休止）。また、同日にOP前に流れる5秒ほどのタイトルアバン（2000年11月から挿入されていた）が廃止された。
2016年4月24日よりデータ放送がリニューアルされ、OP内に新ゲーム「おどれポンポコリン♪」がスタートした。また、同日よりOP前に流れるアバンタイトルが1年7か月ぶりに復活した。
2016年12月4日からは、当時同日8:30 - 9:00に放送されていた『モンスターハンター ストーリーズ RIDE ON』と4週にわたってコラボレーションし、それぞれのCM入り前アイキャッチで本作ではナビルーが、『RIDE ON』ではまる子が登場した。
2018年8月にさくらが逝去した時は以下の措置がとられた。これまでの長寿アニメでは作者が死去しても予定通りの内容が放送されていたが、死去後に放送内容が変更になったのは本作が初となる。
- 9月2日の放送内容を、新作から2011年10月16日放送分の再放送に変更[152]（OPとEDは2018年当時の物に差し替え）。次回予告がない代わりに、ED後には笠井信輔（当時フジテレビアナウンサー。後述のドラマ版で戸川先生役として出演）の読み上げによる追悼コメントを放送[153][154]。9月2日に放送予定だったものは、2週間後（翌週は『FNS27時間テレビ』放送のため休止）の9月16日に放送された。
- 9月15日の『土曜プレミアム』の内容を「ジャックと天空の巨人」から映画第3作「ちびまる子ちゃん イタリアから来た少年」とアニメのエピソード「みんなでフランス料理を食べに行くの巻」[注 43]に変更。

2024年3月にまる子（さくらももこ）役を放送開始から30年以上担当したTARAKOが逝去した時は以下の措置がとられた。
- 3月10日の放送内容を、2015年4月5日放送分の再放送に変更[55][155]。当日のEPGと番組冒頭には追悼テロップを添えて放送された。翌週の3月17日の放送内容も、2017年3月12日放送分の再放送に変更。いずれもOPとEDやナレーションの声などを差し替えずにそのまま放送された。ただし、OPの制作テロップはフジテレビの開局65周年記念のアニバーサリー仕様に差し替えた。
- 3月24日の放送内容を、『ちびまる子ちゃん みんなに幸せいっぱい、きますように！春のお楽しみ1時間スペシャル』と題し、3月10日に放送予定だったものを含む3本の再放送[注 44]とTARAKOの生前最後の収録となった新作「まる子、水の味がわかる?の巻」の計4本が放送された[注 45]。OPは『うれしい予感』、EDは『アララの呪文』に差し替え、ED前に過去の名場面と共に追悼テロップが添えられた。再放送は2週間後（翌週は『サザエさん1時間スペシャル』放送のため休止）の4月7日・14日[注 46]も行われた。3月10日・4月7日・14日放送分の次回予告はナレーションのきむらきょうやが代行した。ちびまる子ちゃんの収録関係の問題から本来TARAKO氏が「まる子、水の味がわかる?の巻」より後に穴埋めで収録する予定だった回については没となり、菊池こころ氏が初めて収録した回以降は新規で製作されたものである。
- なお、2025年4月6日では本来制作済みだった『花輪邸ついに公開』、『花輪クンちに来た友人帰る』の放送を撤回して後日放送予定に切り替え、話数製作を一週間早めるケースが生じた[156]。

2025年1月のフジテレビ不適切性接待疑惑ではスポンサーが一時的に消滅したため、1月26日と2月2日の放送では本編中二か所の「提供」が流れるシーンを静止画1枚に置き換える対処がとられた。2月9日ではスポンサーの数に関係なく、サイドバーに放送話に関するサブタイトルが追加された画像に変更された。一方で、スポンサーが出資していない時期はミツウロコなどがCM放送を自粛していたが、ちびまる子ちゃんそのものの版権のコラボコマーシャル（ちびまる子ちゃん本編で流れない物）について、サントリーやリクルートが掲示した広告に関しては予定通り制作・公開されている。その後、6~7月以降に個別指導キャンパス、龍角散、ミツウロコなどがCMで放映を再開した。

### 変遷（声の出演者）
| 出演期間 | 出演期間  | 出演期間  | 出演期間    | さくらももこ （まる子） | さくらヒロシ （お父さん） | さくらすみれ （お母さん） | さくらさきこ （お姉ちゃん） | さくら友蔵 （おじいちゃん） | さくらこたけ （おばあちゃん） | ナレーション   |
| -------- | --------- | --------- | ----------- | ----------------------- | ------------------------- | ------------------------- | --------------------------- | --------------------------- | ----------------------------- | -------------- |
| 第1期    | 1990.1.7  | 1992.9.27 | (2年8か月)  | TARAKO                  | 屋良有作                  | 一龍斎貞友                | 水谷優子                    | 富山敬                      | 佐々木優子                    | キートン山田   |
| 第2期    | 1995.1.8  | 1995.9.17 | (8か月)     | TARAKO                  | 屋良有作                  | 一龍斎貞友                | 水谷優子                    | 富山敬                      | 佐々木優子                    | キートン山田   |
| 第2期    | 1995.9.24 | 2010.6.20 | (14年8か月) | TARAKO                  | 屋良有作                  | 一龍斎貞友                | 水谷優子                    | 青野武                      | 佐々木優子                    | キートン山田   |
| 第2期    | 2010.6.27 | 2016.5.29 | (5年11か月) | TARAKO                  | 屋良有作                  | 一龍斎貞友                | 水谷優子                    | 島田敏                      | 佐々木優子                    | キートン山田   |
| 第2期    | 2016.6.5  | 2021.3.28 | (4年9か月)  | TARAKO                  | 屋良有作                  | 一龍斎貞友                | 豊嶋真千子                  | 島田敏                      | 佐々木優子                    | キートン山田   |
| 第2期    | 2021.4.4  | 2024.3.24 | (3年4か月)  | TARAKO                  | 屋良有作                  | 一龍斎貞友                | 豊嶋真千子                  | 島田敏                      | 佐々木優子                    | きむらきょうや |
| 第2期    | 2024.4.21 | 現在      |             | 菊池こころ              | 屋良有作                  | 一龍斎貞友                | 豊嶋真千子                  | 島田敏                      | 佐々木優子                    | きむらきょうや |

- 穂波たまえ - 渡辺菜生子
- 花輪和彦 - 菊池正美
- 丸尾末男 - 飛田展男
- 浜崎憲孝（ハマジ） - 折笠愛→柏倉つとむ/カシワクラツトム
- 富田太郎（ブー太郎） - 松井摩味/摩味→永澤菜教、大塚海月（代役）、青木和代（映画第1作目）
- 永沢君男 - 茶風林
- 藤木茂 - 中友子
- 戸川先生 - 掛川裕彦
- みぎわ花子 - ならはしみき
- 土橋とし子 - 三浦雅子→山田妙子/川田妙子、大草由花（第261話のみ代役）、鈴木沙織（第265話のみ代役）
- 関口しんじ - 津久井教生→根本幸多
- 冬田美鈴 - 上村典子→馬場澄江
- 小杉太 - 鈴木みえ/一龍斎貞友
- 長山治 - 佐々木優子
- 野口笑子 - 田野めぐみ
- 山田笑太 - 山本圭子→本井えみ
- 大野けんいち - 山口勝平→ 沼田祐介
- 杉山さとし - 水原リン/真山亜子、橘U子（第367話 - 第372話、第1306話代役）
- 山根強 - 陶山章央
- 城ヶ崎姫子 - 田野めぐみ→本井えみ
- 笹山かず子 - 三浦雅子
- 前田ひろみ - 浦和めぐみ
- 山田佳代子 ‐ 大本眞基子
- 長谷川健太 ‐ 岩男潤子
- 解説放送 - 武田祐子（フジテレビアナウンサー→フリーアナウンサー）

### ゲスト出演者
- 本人役
  - 押阪忍 … 「おじいちゃんベルトクイズに出る」の巻（後編）（1991年5月19日放送）。
  - 山本リンダ … 「まる子フェスタしずおかへ行く」の巻（1995年8月6日放送）。
  - 城みちる … 「まる子フェスタしずおかへ行く」の巻（1995年8月6日放送）
  - ビートたけし … 「まる子、浅草に行く」の巻（1996年2月4日放送）。
  - 長嶋茂雄 … 「長嶋選手引退する」の巻（2000年3月26日放送）[163]。
  - 山崎ハコ … 「まる子、フォークコンサートへ行く」の巻（2002年7月7日放送）[164]。
  - 島倉千代子 … 「歌は心・人生いろいろ」の巻（2003年6月29日放送）[165]。
  - Ami… 番組冒頭（2015年1月25日放送）（Amiちゃん表記）[166]
  - ふなっしー（2月15日-3月のフルーツキャッチゲーム、ノンクレジット）[167]
  - ゴールデンボンバー（鬼龍院翔、喜矢武豊、歌広場淳、樽美酒研二） …  『ちびまる子ちゃん連載30周年記念1時間スペシャル』内本編の前のおまけアニメ（2017年3月19日放送）　
  - 伊集院光  … 1時間スペシャル「ちびまるラジオにちよう七福神」（2021年3月14日放送）
  - 萩本欽一  … ありがとう！みんなのおかげで放送1500回1時間スペシャル「まる子、欽ちゃんに会いたい」の巻（2022年5月1日放送）

- 本人以外の役
  - 境鶴丸
    - 出題ナレーション役 … 「おじいちゃんベルトクイズに出る」の巻（後編）（1991年5月19日放送）

  - 清水ミチコ
    - 山口百恵役 … 「まる子百恵ちゃんのコンサートに行く」の巻（1991年6月23日放送）。「お母さん鮎の甘露煮を作る」（1991年12月29日放送）では浦和めぐみが演じている。

  - 高橋由美子
    - 木村しょう子役 … 『ちびまる子ちゃん わたしの好きな歌』（1992年公開）

  - 役不明
    - ナインティナイン、SMAP、ダウンタウン、とんねるず 役[要出典] ...「平岡君」の巻（1997年7月25日放送）

  - 中居正広
    - うさぎのウサオ君役 … 『27時間テレビ夢列島』内、本編の後のおまけアニメ（1999年7月18日放送）[注 50]
    - クイズ司会者ミスターX役 … 『FNS26時間テレビ 国民的なおもしろさ! 史上最大!! 真夏のクイズ祭り 26時間ぶっ通しスペシャル』（2006年7月16日放送）

  - 西山喜久恵
    - うさぎのウサ子役 …『27時間テレビ夢列島』内、本編の後のおまけアニメ（1999年7月18日放送）

  - 香取慎吾
    - 双子の男の子（しんご と けんご）役 … 『FNS27時間テレビ みんな“なまか”だっ!ウッキー! ハッピー! 西遊記!』（2007年7月29日）内の「夏の友情」の巻。話の中に西遊記も登場している。

  - 松下奈緒
    - 上羽鴨役 … 「まる子、旅館で鴨に会う」の巻（2013年6月16日放送）。2013年4月期の本人主演ドラマ『鴨、京都へ行く。-老舗旅館の女将日記-』と同じ役名。

  - TARAKO（ノンクレジット）
    - さくらももこ（作者）役 …「平岡君」の巻（1997年7月25日放送）、番組冒頭（2015年1月25日放送）、さくらももこ追悼VTR（2018年 - 2019年イベント上映）、「まる子 自分の未来を見にゆく」、「みんなでドライブに行く」、ほか。

  - シャーロット・ケイト・フォックス
    - アリス 役 … 「静岡の国のアリス!?」（2016年6月5日放送）。2016年4月期の本人主演ドラマ『OUR HOUSE』と同じ役名[168]

  - 西谷修一
    - 桑田佳祐 役 …「もしかして鎌倉?」、「茅ヶ崎の約束」（2017年10月1日放送）

  - PUFFY
    - 友蔵の知り合いの男性の孫2人役 … 「熱唱!町内のど自慢大会」（2018年12月23日放送）[169]

  - 田中真弓（ノンクレジット）
    - モンキー・D・ルフィ役 … 本編の後の次回予告（2021年11月14日放送）。『ONE PIECE』の放送1000話記念の一貫として登場[170]。また翌週にもアイキャッチにチョッパーと共に登場（Aパートにチョッパーが、Bパートにルフィが登場してまる子と共に共演。画面右下には1000話おめでとうの文字を表示。）。

#### 10週連続ゲスト声優まつり
- B.B.クィーンズ（曲芸師・曲芸師のお姉さん、2019年10月6日放送）[171]
- 永島優美、久慈暁子（ゆうみ・あきこ、2019年10月13日放送）
- ももいろクローバーZ（百田夏菜子、玉井詩織、佐々木彩夏、高城れに）（お茶娘4人組、2019年10月20日放送）
- 田中真弓（透、2019年10月27日放送）
- 山寺宏一（露天商のおじさん、2019年11月10日放送）
- 児嶋一哉（大島、2019年11月17日放送）
- 佐藤二朗（おじさん、2019年11月24日放送）
- 広瀬アリス（恭子、2019年12月1日放送）
- 三浦翔平（青年、2019年12月8日放送）
- 吉岡里帆（吉田リホ、2019年12月15日放送）

#### まるちゃん大好き! 8月のゲスト声優まつり
- ゆりやんレトリィバァ（犬の散歩をする女性、2021年8月1日放送）[172][173]
- かまいたち（高校生、A：濱家隆一 B：山内健司、2021年8月8日放送）[174][175][176]
- 井上清華（井川せい子、2021年8月15日放送）[174][175][177]
- ロバート（ヒッチハイクをする3人組（博、裕之、竜次）、2021年8月22日放送）[178][179][180]
- 上白石萌音（少女、2021年8月29日放送）[178][181]

### スタッフ
- 製作 - 本橋浩一（- 第844話） → 石川和子（SPECIAL16 -）
- 原作 - さくらももこ（集英社「りぼんマスコットコミックス」刊）
- 製作管理 - 高桑充・中島順三（途中から）→本橋寿一
- 音楽 - 中村暢之、川原伸司（第2期第1 - 74話）
- キャラクターデザイン - 重国勇二（第1 - 113話） → 河内日出夫（第114 - 142話）（第1期）、船越英之、中原久文（第1 - 130話、132話）（第2期）
- 美術監督 - 野村可南子
- 音響監督 - 本田保則 （ - 第1415話） → 早瀬博雪（第1416話 - ）
- 音響効果 - 松田昭彦
- プロデューサー
  - フジテレビ - 立川善久 → 和田実 → 金田耕司 → 鈴木専哉 → 鈴木吉弘 → 石井浩二 → 原田冬彦 → 川上大輔 → 春名剛生 → 松崎容子 → 水野綾子 → 高木明梨須 → 狩野雄太 → 狩野雄太・橋爪駿輝 → 江花松樹 → 髙野舞 → 福山晋司 → 前田泰成
  - 日本アニメーション - 佐藤昭司 → 遠藤重夫 → 田中真津美 → 落合智 → 戸川淳・早船健一郎 → 戸川淳 → 田中伸明
- 監督 - 芝山努（第1期）、須田裕美子 → 高木淳
- 美術監督補 - 須藤直美
- 色彩設計（第2期） - 四俣理香 → 小松原智子 → 西舘真紀子 → 浅野有美、花村智子
- 音響制作 - 音響映像システム → サンオンキョー
- 録音調整 → 整音 - 佐藤千明（第1期）、青木正俊 → 安藤徳哉（第2期）
- A.E - 篠原麻梨 → 出田美穂 → 川村貴彦
- 録音スタジオ - タバック（第1期） → タクトスタジオ → STUDIO T&T → アバコスタジオ（第2期）
- 編集 - 鶴渕允寿 → 小野寺桂子・目黒広志・寺野剛・浜宇津妙子 → 名取信一・中野一穂 → 貫村純美、渡邊智子 → 三宅圭貴 → 貴村純美、宮崎満里奈 → 宮崎満里奈 → 貴村純美、宮崎満里奈 → 高崎純美（2020年1月まで貴村純美） → 髙崎純美、生澤玲
- 現像 → 編集スタジオ - 東京現像所 → TOHOスタジオ
- ビデオ編集 - 村田繁、駒井誉頼 → 金沢佳明、野本健一 → 松岳孝明 → 宮城重夫
- 制作デスク - 松山竜一郎、安部正次郎、東條由之（第1期）、小村統一 → 大隈真一 → 長谷部建一 → 山本乗碩 → 中島友理 → 小林克規 → 新谷有里恵 → 佐藤健一 → 醍醐知輝（第2期）
- 文芸制作 - 安濃高志（第1期） → 宮永正隆（第10 - 142話）（第1期）、熊谷那美、鈴谷梨乃（第2期）
- 広報 - 田中杏子 → 瀬田裕幸 → 熊谷知子 → 山本麻未子 → 清田美智子 → 山本麻未子 → 清田美智子 → 太田真紀子 →太田真紀子（フジテレビ）・弥山亞希・西方美穂 → 太田真紀子（フジテレビ）・西方美穂 → 瀬川ネリ（フジテレビ）・西方美穂 → 山本麻未子（フジテレビ）・西方美穂 → 北村桃子（フジテレビ）・西方美穂 → 竹田恵理子（フジテレビ）・西方美穂 → 小山雅浩（フジテレビ）・西方美穂
- 脚本協力 - さくらプロダクション（多田弘子）
- 制作協力 - ライフワーク（神田豊）（第1期）、亜細亜堂（岡村雅裕）
- アニメーション制作 - 日本アニメーション
- 制作 - フジテレビ、読売広告社（ノンクレジット）、日本アニメーション

### 過去のスタッフ
- 監修 - 宮永正隆（第2期途中まで）、芝山努（第850話まで） → 不在
- 企画
  - フジテレビ - 清水賢治 → 不在
  - 日本アニメーション - 中島順三 → 佐藤昭司（第2期） → 不在
- 総作画監督（第1期） - 船越英之（第65話以降）
- シリーズ監督（第1期） - 石崎すすむ（-第34話）→ 棚橋一徳（第35話-第116話）
- 撮影監督 - 森田俊昭、沖野雅英（第1期）、杉山幸夫、斎藤秋男、平田隆文 → 不在（第2期）
- 音響監督代行 - 早瀬博雪
- 音響制作担当 - 会田昌克、平井勝也 → 名取信一
- 編集助手 - 目黒広志（第1期）
- タイトル - 道川昭 → 不在
- 制作担当 - 田中真津美（第1期）
- アシスタントプロデューサー - 落合智 → 山本乗碩
- 設定制作 - 戸田隆史 → 熊谷那美

第1期の2年目前半から第2期219話までは（67話から不定期で、103話から連続で）さくらが脚本を担当していたが、1999年4月25日の第2期220話からはほかの脚本家が担当したオリジナルストーリーを放送している（その後、2000年の10周年SP、同年 - 2001年にかけての13話（リメイク）、2005年の15周年SP、2010年の20周年SP、2014年3月23日放送分、2015年の25周年SPなどではさくらが担当）。まる子の声優であるTARAKOが脚本を書いた回もあった（2006年6月までで31本）。

### 主題歌・挿入歌
歴代の主題歌・劇中歌は20数曲に及び、数曲を除いた大半をさくらが作詞（一部訳詞）している。『じゃがバタコーンさん』では作曲も担当している。一部を除き、OP、EDの最初に曲名が表示される。
第1期初代エンディングテーマ『おどるポンポコリン』（B.B.クィーンズ）は1990年の第32回日本レコード大賞を受賞。ManaKanaがカバーしたバージョンが第2期オープニングテーマに使われた時期があったが、2000年11月からはオリジナルの『おどるポンポコリン』が使われている。このほか、木村カエラやE-girlsなどがカバーしたバージョンや、再結成したB.B.クィーンズ自身によるリメイクバージョンも使用された。
オープニングでは『おどるポンポコリン（木村カエラ版）』から（一時期除く）、エンディングでは『アララの呪文』から映像にアーティストがアニメで登場することが通例となっている。
第1期2代目エンディングテーマ『走れ正直者』（西城秀樹）が1991年にヒットする。この曲は第1期の筆頭スポンサーであるNTT（当時）の『キャッチホン』のCM（まる子が出演）で先行使用され、その後に番組ED曲として使われた。その際、CMバージョンでは「インディアン」「嘘つかない」という歌詞だった部分がED版では「ソーセージ（双生児）」「ハムじゃない」に変更された。第1期が終了して『ツヨシしっかりしなさい』に移行した際に、NTTを初め森永製菓以外の同枠のスポンサーは総入れ替えされており、第2期開始時には同番組終了時のスポンサーを引き継いでいる。
挿入歌は第2期に使用されていたが、2004年7月11日放送分を最後に廃止。2015年1月25日放送「まる子、さぬきに行く」で久々に使用された。
第1期開始前（1989年秋）、主題歌の候補曲として「ちびまる絵かきうた」という曲が作詞されたが没案になり、その後企画CD『「ごきげん」〜まる子の音日記〜』に収録された。

#### オープニングテーマ
『ゆめいっぱい』を除き作詞は全てさくらももこ。

##### 第1期
|   | 曲名         | 作詞     | 作曲     | 編曲     | 歌手     | 絵コンテ | 原画     | 放送話数 （初回放送日）                                                         | 備考                                                                               |
| - | ------------ | -------- | -------- | -------- | -------- | -------- | -------- | ------------------------------------------------------------------------------- | ---------------------------------------------------------------------------------- |
| 1 | ゆめいっぱい | 亜蘭知子 | 織田哲郎 | 織田哲郎 | 関ゆみ子 | 芝山努   | 湯浅政明 | 第1話（1990年1月7日）- 第142話（1992年9月27日） 第2期 傑作選SP（2024年4月14日） | 2010年1月31日に挿入歌として17年3カ月ぶりに流れた。 第2期でも映像は同じものを使用。 |

##### 第2期
|   | 曲名                                                   | 作詞         | 作曲       | 編曲             | 歌手                                                                         | 放送話数 （初回放送日）                                                                               | 備考 |
| - | ------------------------------------------------------ | ------------ | ---------- | ---------------- | ---------------------------------------------------------------------------- | --- | --- |
| 2 | うれしい予感                                           | さくらももこ | 大瀧詠一   | CHELSEA          | 渡辺満里奈                                                                   | 第1話（1995年1月8日）- 第73話（1996年5月26日） SPECIAL28（2024年3月24日）                             | 絵コンテ・原画：湯浅政明 2012年2月12日に挿入歌として16年ぶりに流れた。 |
| 2 | うれしい予感                                           | さくらももこ | 大瀧詠一   | CHELSEA          | さくらももこ（TARAKO）・穂波たまえ（渡辺菜生子) ・はまじ（カシワクラツトム） | 第28話（1995年7月16日）                                                                               | キャラクター(声優)によるカバー版 |
| 3 | ハミングがきこえる                                     | さくらももこ | 小山田圭吾 | 小山田圭吾       | カヒミ・カリィ                                                               | 第74話（1996年6月2日）- 第179話（1998年6月28日）                                                      | |
| 4 | おどるポンポコリン                                     | さくらももこ | 織田哲郎   | 織田哲郎         | さくらももこ（TARAKO）ほか声優陣                                             | 第131話 （1997年7月27日）                                                                             | キャラクター(声優)によるカバー版 |
| 4 | おどるポンポコリン                                     | さくらももこ | 織田哲郎   | 佐橋俊彦         | ManaKana・泉谷しげる                                                         | 第180話（1998年7月5日）- 第253話（1999年12月19日）                                                    | このOPから「おどるポンポコリン」2005年版まで歌詞にルビが振られなくなる。 |
| 5 | KinKiのやる気まんまんソング                            | さくらももこ | 飯田建彦   | 長岡成貢         | KinKi Kids                                                                   | 第254話（2000年1月9日）- 第294話（2000年10月29日）                                                    | このオープニングよりデジタル制作となる。 |
| 6 | おどるポンポコリン                                     | さくらももこ | 織田哲郎   | 織田哲郎         | B.B.クィーンズ                                                               | 第295話（2000年11月5日）- 第746話（2009年12月27日） 第793話（2011年1月9日）- 第953話（2014年4月27日） | 第1期のエンディングテーマと同じオリジナル版。 このオープニングのみモノラル音源となっている。アニメーションは不定期に変更され、第295 - 536話（第417話以降はアバンタイトルの動物の数が増えている）・第537 - 746話・第793 - 953話の3種類がある。 編曲の項目およびレコード会社名は非表記（エンディングより）。                                                               |
| 6 | おどるポンポコリン                                     | さくらももこ | 織田哲郎   | 石野卓球         | 木村カエラ コーラス：ボーズ&アニ（スチャダラパー）                           | 第747話（2010年1月10日）- 第792話（2010年12月26日）                                                   | 番組開始20周年記念。 木村カエラもアニメーションで登場。 |
| 6 | おどるポンポコリン〜ちびまる子ちゃん誕生25th Version〜 | さくらももこ | 織田哲郎   | 葉山たけし       | B.B.クィーンズ                                                               | 第808話（2011年5月1日）- 第871話（2012年9月2日）のうち一部の回のみ使用                                | 漫画ちびまる子ちゃん誕生25周年記念。 B.B.クィーンズ再結成メンバー4人のキャラクターもアニメーションで登場している。 レコード会社名は非表記（エンディングより。なお編曲の項目は表記あり）。 |
| 6 | おどるポンポコリン                                     | さくらももこ | 織田哲郎   | ArmySlick        | E-girls                                                                      | 第954話（2014年5月4日）- 第1046話（2016年4月3日）、2024年3月31日、4月7日                              | アニメーションMVをオープニングに合わせ編集したもので、まる子たちとE-girlsが曲に合わせてダンスする内容。2014年6月22日から同年11月30日まで・2015年7月19日から同年9月6日まで「ちびまる子ちゃん×E-girls みんなで踊ろう!ピーヒャラダンス選手権」開催期間中は、OP映像が小さくなり、右下に視聴者が踊る映像が流れた。同曲は2024年3月10日放送分と同年4月7日放送分でも流れている。 |
| 6 | おどるポンポコリン                                     | さくらももこ | 織田哲郎   | 亀田誠治         | 大原櫻子 コーラス：トータス松本                                              | SPECIAL19（2015年12月27日）                                                                           | 映画『ちびまる子ちゃん イタリアから来た少年』オープニング主題歌 |
| 6 | おどるポンポコリン                                     | さくらももこ | 織田哲郎   | 鬼龍院翔、tatsuo | ゴールデンボンバー                                                           | 第1047話（2016年4月10日）- 第1190話（2019年3月31日）、2024年3月17日                                   | 後半のサビで気球に乗っているキャラは毎週変更される。 |
| 6 | おどるポンポコリン                                     | さくらももこ | 織田哲郎   | NARASAKI         | ももいろクローバーZ セリフ：まる子（TARAKO→菊池こころ）ほか声優陣            | 第1191話（2019年4月7日）- 第1426話（2024年3月3日） 第1427話（2024年4月21日）-                         | 一部、過去の主題歌のアニメーションをリメイクしている。 初代ナレーションのキートン山田もセリフで参加しており、2021年3月の引退後も引き続き使用されていたが、2024年4月21日放送分よりまる子役が菊池こころへ交代したことにより、一部キャラクターボイスが変更。ナレーションもきむらきょうやへ交代。                                                                            |

#### エンディングテーマ
『休日の歌（Viva La Vida）』と一部単発で使われた楽曲を除き作詞は全てさくらももこ。

##### 第1期
|   | 曲名               | 作詞         | 作曲     | 編曲     | 歌手           | 絵コンテ   | 原画              | 放送話数 （初回放送日） | 備考 |
| - | ------------------ | ------------ | -------- | -------- | -------------- | ---------- | ----------------- | --- | --- |
| 1 | おどるポンポコリン | さくらももこ | 織田哲郎 | 織田哲郎 | B.B.クィーンズ | 須田裕美子 | 湯浅政明 船越英之 | 第1話（1990年1月7日）- 第65話（1991年3月31日） 第2期 傑作選SP（2024年4月14日）                                                                  | 1990年7月22日放送分のみエンディング映像が異なる。 第2期でも第1期と同じ映像を使用。 |
| 2 | 走れ正直者         | さくらももこ | 織田哲郎 | 織田哲郎 | 西城秀樹       | 須田裕美子 | 湯浅政明          | 第66話（1991年4月7日）- 第142話（1992年9月27日） 第2期 2019年5月19日、2020年5月17日、2021年5月16日、2022年5月15日、2023年5月14日、2024年5月12日 | 2018年5月27日放送分で、同年5月16日に逝去した西城の追悼として、本編終了後に「秀樹さん ありがとう ちびまる子ちゃんスタッフ一同」と、西城が歌唱するシーンと共に静止画メッセージを表示した。2019年以降は、西城の忌日である5月16日頃に放送される回において、アニメーションと共に再起用されている。2015年1月25日放送「まる子、さぬきに行く」でも友蔵がカラオケで歌唱している。 |

##### 第2期
|    | 曲名                         | 作詞                            | 作曲                            | 編曲        | 歌手                                                                       | 放送話数 （初回放送日）                                                                             | 備考 |
| -- | ---------------------------- | ------------------------------- | ------------------------------- | ----------- | -------------------------------------------------------------------------- | --------------------------------------------------------------------------------------------------- | --- |
| 3  | 針切じいさんのロケン・ロール | Sheb Wooley 訳詞：さくらももこ  | Sheb Wooley 訳詞：さくらももこ  | Rinky O'hen | 植木等・まる子（TARAKO）（クレジット無し）                                 | 第1話（1995年1月8日）- 第73話（1996年5月26日）                                                      | |
| 3  | 針切じいさんのロケン・ロール | Sheb Wooley 訳詞：さくらももこ  | Sheb Wooley 訳詞：さくらももこ  | Rinky O'hen | おじいちゃん（富山敬）と子供たち（TARAKO、渡辺菜生子、菊池正美、飛田展男） | 第28話（1995年7月16日）                                                                             | キャラクター(声優)によるカバー版。 |
| 4  | あっけにとられた時のうた     | さくらももこ                    | 知久寿焼                        | たま        | たま                                                                       | 第74話（1996年6月2日）- 第179話（1998年6月28日）                                                    | |
| 5  | ゆめいっぱい                 | 亜蘭知子                        | 織田哲郎                        |             | さくらももこ（TARAKO）・穂波たまえ（渡辺菜生子）                           | 第131話（1997年7月27日）                                                                            | キャラクター(声優)によるカバー版。 このEDには歌詞表示がされていない。 |
| 6  | じゃがバタコーンさん         | さくらももこ 補作曲：小山田圭吾 | さくらももこ 補作曲：小山田圭吾 | 小山田圭吾  | ManaKana                                                                   | 第180話（1998年7月5日）- 第230話（1999年6月27日） 第239話（1999年9月5日）- 第340話（2001年9月23日） | 振付：戸辺久美子 このEDから「アララの呪文」初代EDまで歌詞にふりがなが振られなくなる。 当初から2000年7月までの映像は、キャラクターが演奏中全て、曲に合わせてダンスするという画期的なものだった。1999年10月3日以降、本編は作画方式をセル画からデジタル制作に移行したが、このアニメーションは2000年の夏休み期間に「ちびまる子音頭」に変更されるまで、セル画の映像のまま使用された。ただし、スタッフクレジットのテロップについてはデジタル移行後はデジタル用のものに変更されている。 このEDの途中からさくらすみれ役のクレジットの表記が「鈴木みえ」から現在の「一龍斎貞友」に変更された。 2000年9月頃からデジタル彩色で制作された映像にリニューアルされ、この映像ではダンスが廃止された。 |
| 7  | ちびまる子音頭               | さくらももこ                    | 佐橋俊彦                        | 佐橋俊彦    | ManaKana                                                                   | 第231話（1999年7月4日）- 第238話（1999年8月29日）                                                   | 2000年と2001年の夏休み期間にも起用された。 |
| 8  | 休日の歌（Viva La Vida）     | DELiGHTED MINT /U-SKE           | U-SKE                           | U-SKE       | DELiGHTED MINT                                                             | 第341話（2001年10月7日）- 第416話（2003年3月30日）                                                  | 2002年1月20日のスペシャルと2003年1月12日のスペシャルでは、視聴者によるダンス映像が放送された。 |
| 9  | 宇宙大シャッフル             | さくらももこ                    | 忌野清志郎                      |             | LOVE JETS                                                                  | 第417話（2003年4月6日）- 第480話（2004年6月27日）                                                   | |
| 10 | アララの呪文                 | さくらももこ                    | 岡本真夜                        | 松原憲      | ちびまる子ちゃん（TARAKO）with 爆チュー問題（爆笑問題）                    | 第481話（2004年7月4日）- 第850話（2012年3月25日）、SPECIAL28（2024年3月24日）                       | 振り付け： パパイヤ鈴木 2010年1月10日から映像がリニューアルされたが、引き続きダンスは行われた。 エンディングテーマとしては使用期間が最長。 |
| 11 | 100万年の幸せ!!              | さくらももこ                    | 桑田佳祐                        | 桑田佳祐    | 桑田佳祐                                                                   | 第851話（2012年4月1日）- SPECIAL21（2017年10月1日）、2024年3月10日 - 3月17日、4月7日                | エンディング映像は、一部ミュージックビデオを編集したものを使用。2014年5月からは一部エンディング映像が変更された。 「まる子、さぬきに行く」（SPECIAL18）のみ、25周年を記念した特別版が流れた。 SPECIAL21では、桑田が初めてキャラクターとしてアニメ本編に出演した。 |
| 12 | キミを忘れないよ             | さくらももこ                    | 亀田誠治                        | 亀田誠治    | 大原櫻子                                                                   | SPECIAL19（2015年12月27日）                                                                         | 映画『ちびまる子ちゃん イタリアから来た少年』挿入歌 |
| 12 | すすめナンセンス             | さくらももこ                    | 織田哲郎                        | 織田哲郎    | PUFFY                                                                      | 第1119話（2017年10月8日）- 第1216話（2019年9月29日）                                                | 「熱唱!町内のど自慢大会」（SPECIAL23）では、PUFFYの2人が初めてキャラクターとしてアニメ本編に出演した。 |
| 13 | いつもの風景                 | さくらももこ                    | 織田哲郎                        | 織田哲郎    | 斉藤和義                                                                   | 第1217話 （2019年10月6日）- 第1426話 （2024年3月3日） 、第1427話 （2024年4月21日）-                 | 放映前にさくらももこが死去し、この曲がさくらの遺作となった。 「ある春の一日」（第1281話）はキートン山田の引退に伴った特別版になっている。 |

- そのほかに、山崎ハコの「呪い」（2002年7月7日）や島倉千代子の「人生いろいろ」（2003年6月29日）など、本人役で歌い手が登場した回のみ特別にエンディングテーマとして使用されたことがある。

#### 挿入歌
1. すばらしいおじいちゃんまる子心のうた
2. オレはカメラマン
3. おいぼれじいさんのテーマ
※初代友蔵バージョンと2代目友蔵のバージョンがある。
4. 胃腸のマーチ
5. 野口さんのお笑い音頭
6. 一杯の甘酒まる子心の演歌
7. 長山君をたたえる歌
8. ヒロシ天涯孤独のテーマ
9. 冬田さんの恋のワルツ
10. たまえとまる子の親友の歌
11. 青いクチビルのうた
12. 佐々木のじいさんの木の生命力をたたえる歌
13. 藤木ひきょうのテーマ「ひきょう者」
14. まるちゃん絵かきうた

ほかにも第1期に当時のオープニング曲である『ゆめいっぱい』（現在まで3度使用されている）、植木等、西城秀樹、第2期に城みちる、山本リンダの曲などが挿入歌として使用されている。

#### BGM
一部のクラシック曲を除き、中村暢之が全曲作曲している。
第1期終了時点では67曲であったが、第2期が始まった翌年の1996年11月時点で219曲も作られており、使用される機会が少ないBGMも数多い。

#### サブタイトルアニメーション
初代と6代目以降では、その話の脚本を書いたスタッフの名前も明記されている（初代では演出も表記されていた）。
- 初代：1990年1月7日 - 1992年9月27日

部屋でまる子とさきこがケンカしているところをすみれが怒って追いかけ、途中で窓を閉める。
- 2代目：1995年1月8日 - 1995年12月17日、1995年12月31日 - 1996年5月26日

真ん中でまる子たちが順に顔を出す。
- 3代目：1996年6月2日 - 1998年6月28日

まる子の飛ばしたシャボン玉が大きく膨らむ。
- 4代目：1998年7月5日 - 2000年10月29日

富士山をバックに、まる子と猫やウサギが一緒に木の舟に乗っている。1999年に作画方式をセル画からデジタル制作に移行した際、このアニメーションはセル画の映像のまま引き続き使用された（ただし、テロップは写植からビデオスーパーによるものに変更）。
- 5代目：2000年11月5日 - 2001年12月2日

マジシャンの格好をしたまる子が大きな箱に耳を当てていて、突然箱から花火が打ち上がる。
- 6代目：2001年12月9日 - 2005年9月18日

魔女の衣装を着たまる子が猫、ウサギ、サルに魔法で食べ物を渡す。
- 7代目：2005年9月25日 - 2009年12月27日

まる子が落書きした絵が動く。
- 8代目：2010年1月10日 - 2010年12月26日

アラビア風の格好をしたまる子がランプから顔を出す。
- 9代目：2011年1月9日 - 2012年12月30日

おかめのお面をかぶった友蔵が、まる子の前で踊る。
- 10代目：2013年1月6日 - 2016年5月29日

以下の3パターンが回によってランダムに変わる。
まる子とひろしがお風呂に入っている。2013年5月5日の放送では菖蒲が入っていた。
まる子とたまえが教室の椅子に座っていて、まる子が転倒しそうになる。
すみれが料理していて見ていない隙にまる子が8個あるお菓子をつまみ食いする。
- 11代目：2016年6月5日 - 2019年12月29日

池の右側に浮かぶハスの花にまる子が座っており、左側のハスのつぼみが開いて他の人物が登場。登場する人物は以下の3パターンあり、回によってランダムに変わる。ハスの葉には「コジコジ」のトミーが登場する。
たまえが出てきて、まる子と顔を合わせて一緒に微笑む。
湯飲みを持った友蔵が出てきてお茶を飲み、まる子と共に微笑む。
テスト用紙を持って激怒したすみれが出てきて、まる子が驚く。
- 12代目：2020年1月5日 - 2024年12月29日

季節ごとにパターンが異なる。
春（3月～5月）：まる子とたまえが、みつやでお茶を飲む。
夏（6月～8月）：まる子とたまえが、みつやでかき氷を食べる。
秋（9月～11月）：まる子とたまえが、みつやで焼き芋を食べる。
冬（12月～2月）：おでんを持ったまる子とたまえが、みつやから出てきて犬がまる子によってくる。
- 13代目：2025年1月5日 - 現在

冬（12月～2月）：氷の上でまる子とクラスメイトがアイススケートを楽しむ。
春（3月～5月）：まる子とたまえが花冠を作って遊ぶ。
夏（6月～8月）：まる子が海中で白いイルカに乗る。

#### アイキャッチ
AパートとBパートで違うアニメーションが使用される。2014年7月20日放送分をもって（一部を除き）廃止されていたが、2016年4月24日放送分より復活する。2019年6月16日放送分より再び基本的に廃止され、以降は8月第2週のみ特別のアイキャッチおよび原作まつりの回に過去のアイキャッチをランダムで使用されるようになった。
- 初代：1990年1月7日 - 1992年9月27日

Aパート まる子が「ウダダーウダダーウダウダダー、ウダウダダーダー」と歌い、ウサギと猫が演奏する。
Bパート 枠の中にいるまる子がニヤ顔で下を向いたまま右手で後ろ髪をさすっており、まる子の左右にいる2匹のウサギが踊ってタンバリンを叩く。
※Aパートのアイキャッチが実際に使用されたのは第36話からで、それまではBパートのアイキャッチと同じであった。また、2話（12分×2）のときはAパートのアイキャッチは使用されず、Bパートのものが使用される。1990年12月30日の放送では、Bパートの後はキャラクターによる新年に向けての挨拶が入ったため、アイキャッチはカットされている。
※1991年7月21日のFNS祭り『ファイト!ファイト!みんな元気!』内での放送回のみA、Bパートのアイキャッチが異なり、 ハチマキを締めたまる子が「ファイト、ファイト、オー!」と言いながらポーズする。
- 2代目：1995年1月8日 - 1996年5月26日

Aパート 真ん中に小さくまる子の顔が百面相し、最後に唖然とした顔になる。
Bパート Aパートと同じで、最後は笑った顔になる。
- 3代目：1996年6月2日 - 1998年6月28日

Aパート まる子たちが手を繋いでいて、左からたまえ→野口→永沢→藤木→丸尾→花輪→長山の順に入れ変わり、最後はまる子の姿が映し出される。
Bパート まる子の顔があらゆる方向に変わり、最後に正面を向くところで止まる。
- 4代目：1998年7月5日 - 1999年11月7日、2000年5月7日 - 2000年10月29日

Aパート 正面を向いたまる子が走ってきて、やがて止まる。
Bパート 池の上で葉っぱに乗ったまる子が1回転した後で、正面を向いて手を振る。
- 5代目：1999年11月14日 - 2000年4月30日

Aパート 10周年を記念したアニメーション。まる子とたまえがハンドルを回して10周年ロゴを引き上げる。
Bパート まる子とたまえが10周年ロゴのまる子と同じポーズをとる。
- 6代目：2000年11月5日 - 2001年12月2日

Aパート まる子が馬に乗って手を振る。
Bパート まる子が鳥に乗って寝る。
- 7代目：2001年12月9日 - 2005年3月27日

Aパート まる子が雲（わたあめ）を棒に刺して浮かび上がる。
Bパート Aパートと同じでまる子が棒に刺したわたあめを食べ、雲の上に落ちる。2001年12月9日放送分のみSEが異なる。
- 8代目：2005年4月3日 - 2005年9月18日

Aパート 15周年を記念したアニメーション。赤、青、黄色のまる子の顔が動き回り、最後は1つになって笑う顔になる。
Bパート 赤の3つのまる子の顔と、黄色の3つのたまえの顔が回転し、最後はそれぞれ1つになって笑って手をつなぐ。また、後ろに青の野口の顔が通り過ぎ、最後のシーンの隅で不気味に笑う。2005年9月25日放送分からハイビジョン制作により、地上デジタル放送での映像は4:3から16:9に変更された。
- 9代目：2005年9月25日 - 2009年3月29日

Aパート 風見鶏が風で回転し、風見鶏に乗ったまる子が目を回す。
Bパート 風が吹いた後、まる子が風車と一緒に空を飛ぶ。
- 10代目：2009年4月5日 - 2009年12月27日

Aパート ウサギと猫がアイスを投げ、まる子がそれをコーンでキャッチし食べる。
Bパート まる子がアイスを2つのコーンに5個ずつキャッチするが、それが両方崩れまる子の頭にくっつく。
- 11代目：2010年1月10日 - 2010年12月26日

Aパート 20周年を記念したアニメーション。20の形をした風船をウサギと猫が膨らませて、まる子に被せる。
Bパート ウサギと猫が飛び跳ねて、まる子に風船を被せる。
- 12代目：2011年1月9日 - 2011年9月25日、2012年10月7日 - 2012年12月30日

Aパート 魔女の姿をしたまる子が、月からほうきに乗るのに失敗する。
Bパート Aパートと同じだが、こちらでは成功する。
- 13代目：2011年10月2日 - 2012年9月30日

Aパート 原作漫画の扉絵のアルバムが登場し、見開きの右のページが出る。このアニメーションのみ、一か月ごとに絵が変わる。
Bパート Aパートと同じで、見開きの左のページが出る。
- 14代目：2013年1月6日 - 2014年7月20日、2015年12月27日、2016年4月24日 - 2016年5月29日

Aパート マジシャンの格好をしたまる子が帽子から蛙、またはうさぎを出す。
Bパート Aパートと同じで帽子から鳩、または薔薇、うさぎを出す。
- 15代目：2016年6月5日 - 2019年6月9日

万華鏡にまる子の顔が写されては切り替わっており、パート毎に最後に切り替わる表情が変わる。
Aパート 笑顔。
Bパート 青ざめた焦りの表情。
全日本フィギュア、四大陸フィギュア、世界フィギュアなどが近日放送の場合は、まる子やたまえなどがスケートをしているアイキャッチが流れる他、バレーボールワールドカップの開催時期にはバボちゃんが登場する。AパートとBパートとでアニメーションは異なる。

#### データ放送
2014年8月3日から、データ放送「フルーツキャッチゲーム」がスタート。内容はAパート終了時にまる子がぶどう（青）・りんご（赤）・メロン（緑）・バナナ（黄）のうち、何のフルーツをとるかクイズを出し、リモコンの4色ボタンでそのフルーツを当てるというもの。
2016年4月24日からデータ放送が「おどれポンポコリン♪」に変更された。

#### 次回予告
次回予告は基本的にまる子が行う。現在は、2つの話をつなげたあらすじを言い（1話のみの場合はそのあらすじを言う）、そのあと2つのサブタイトルを読み上げる。第1期では、Aパート（またはBパート）のみのあらすじ紹介のあと、サブタイトルの読み上げというやり方だった。また、1992年9月27日のみ次回予告がなかった（第1期放送終了のため）。2000年までは次回の映像は流れず、専用のアニメーションでまる子がしゃべるものであったが、以降は次回の映像を流す方式に変更された。次週タイトルが表示されるバックイラストは上半期と下半期で変わり、上半期（4月から9月）はまる子とたまえ、下半期（10月から3月）はまる子とさきこが登場する。

### 各話リスト
サブタイトルは基本的に『「まる子、○○」の巻』という構成で、まる子が読み上げる。サブタイトル時のBGMはたびたび変更される。

### ネット局

#### 日本国内での放送
字幕放送・解説放送・連動データ放送はテレビ大分を除くフジテレビ系列のみ実施。
| 放送時間                                                                         | 放送局                                                                   | 系列                                         | 対象地域                                           | 備考 |
| -------------------------------------------------------------------------------- | ------------------------------------------------------------------------ | -------------------------------------------- | -------------------------------------------------- | ---- |
| 日曜 18:00 - 18:30                                                               | フジテレビ（制作局）をはじめとする フジテレビ系列（FNS）フルネット全26局 | フジテレビ系列                               | 青森県・山梨県・徳島県・山口県および大分県を除く。 |      |
|                                                                                  | テレビ宮崎（UMK）                                                        | フジテレビ系列 日本テレビ系列 テレビ朝日系列 | 宮崎県                                             |      |
| 土曜 5:25 - 5:55                                                                 | テレビ大分（TOS）                                                        | 日本テレビ系列 フジテレビ系列                | 大分県                                             |      |
| 月 - 金曜 17:00 - 17:30                                                          | アニマックス                                                             | アニメ専門 BS/CS放送                         | 日本全国                                           |      |
| アニマックスでは第1期ほぼ全て、第2期350話から400話まで放送。リピート放送を実施。 |                                                                          |                                              |                                                    |      |

不定期放送局
- 四国放送（JRT、日本テレビ系列、第2期の途中で打ち切るも現在はサザエさんの差し替え放送で放送されている）
- テレビ山口（tys、TBS系列、第2期の途中で打ち切り）

過去の放送局
- 青森放送（RAB、日本テレビ系列、第2期の途中で打ち切り）
- テレビ岩手（TVI、日本テレビ系列、第1期の途中まで放送、第1期の途中から岩手めんこいテレビへ移行）
- 山形テレビ（YTS、1993年3月までフジテレビ系列だったため、第1期のみ同時ネット。現在はテレビ朝日系列。第2期はさくらんぼテレビ開局と同時に放送開始）
- 山梨放送（YBS、日本テレビ系列、2016年9月をもって一度打ち切り。その後2000年代に再開されるも、時間帯を転々としながら2010年代に再び打ち切りとなった。なお、放送末期は平日午前中に編成・放送された。)
- 高知放送（RKC、日本テレビ系列、第1期のみ木曜 16:30 - 17:00にて放送[206]、第2期は高知さんさんテレビ開局と同時に放送開始）

このほか、ロシアではTHBという局で放映、ハバロフスクで児童靴が販売されているのを原作者自身が確認している。また、2014年12月28日に985話のテスト配信を行ったのち、2015年1月4日から986話以降を中国のサイト4つで中国語字幕をつけたものを即日配信している。
備考
- テレビ大分では、2010年9月27日までは月曜 16:25 - 16:55、2012年3月27日までは月曜 15:55 - 16:23、2013年3月25日までは月曜 15:52 - 16:20、2014年3月24日までは月曜 15:53 - 16:21、2015年3月24日までは火曜 16:21 - 16:50、2015年3月30日より2018年3月26日まで月曜 14:55 - 15:22だった。2021年4月3日より2025年3月29日までは土曜 5:29 - 5:59であったが、2025年4月5日より日本テレビ系の『シューイチ』土曜版開始に伴い放送時間が4分繰り上げられた。
  - また、第1期を放送していた当時はテレビ朝日系列とのクロスネット局だった。本来の時間帯に日本テレビ系の『満天☆青空レストラン』（2016年3月まではローカル番組『スパーク オン ウェイヴ』）を時差スポンサードネット放送しているため、日時を変更している。さらに第2期に関しては放送されなかった時期があった。第1期は番組販売扱いで8ヶ月遅れの金曜16:00で開始し、その後日曜18:00に移動したが遅れネットであった。次作の「ツヨシしっかりしなさい」も同時刻の遅れネットであったが、1993年9月で途中打ち切りとなり、「スパークオンウェイヴ」が土曜17:30から移動してきた。また、1時間スペシャルでサザエさんが休止となっても臨時同時ネットにはならない。また、前述の報道特番で休止により遅れ日数が1週分縮小した。
- テレビ山口では、1995年11月時点では月曜 16:30 - 17:00、2000年3月までは金曜 16:25 - 16:55、2000年3月いっぱいをもって一度は放送を終了したが、2004年4月に土曜 7:00 - 7:30にて放送を再開。しかし、わずか半年後に再び打ち切られた。なお、その前後に『サザエさん』の放送休止差し替えという形で放送したことがあり、2013年1月5日と2015年1月31日の10:45 - 11:15に放送されている。
- 山梨放送では、『NNNニュースプラス1』の放送時間拡大に伴い1996年9月に土曜 5:30 - 5:59に移行。その後、『ゲゲゲの鬼太郎（第4シリーズ）』終了後の1998年6月より月曜 16:00 - 16:30に移行。放送時間の変更を経て、2013年1月5日から2016年9月24日まで毎週土曜の5:29 - 5:59に放送された。
- 岩手めんこいテレビでは、1991年4月放送開始。1991年3月のサービス放送期間中に『ちびまる子ちゃんスペシャル』を放送していたことがある。
- さくらんぼテレビでは1997年4月より放送を開始。
- NST新潟総合テレビでは2019年9月までの社名及び局名は新潟総合テレビであった[209]。
- テレビ長崎では第1期は1990年9月までは日本テレビ系列とのクロスネット局だったため日曜17:00 - 17:30の遅れネットだったが、フジテレビ系フルネット局になった1990年10月からは同時ネットで放送している。
- テレビ宮崎では1995年11月時点では火曜 16:30 - 17:00、1998年9月までは金曜 19:00 - 19:30み放送されていた、第1期・第2期の途中に当たる1998年9月までは遅れネットだったが、1998年10月4日からは同時ネットで放送している。以前は日本テレビ制作で19時を跨ぐスポーツ中継（プロ野球日本シリーズやラグビーワールドカップなど）が放送される場合は休止となり、休止となった放送分については後日振替放送されていたが、2010年代後半以降はプロ野球日本シリーズは19:00からの飛び乗り放送、ラグビーワールドカップは非ネットとした上で通常通り放送している。
- 鹿児島テレビでは第1期は当時日本テレビ系列とのクロスネット局だったため水曜 16:30 - 17:00に遅れネットだったが、第2期からは同時ネットで放送している。

#### 日本国内での配信
| 配信期間 | 配信時間        | 配信サイト | 備考                         |
| -------- | --------------- | ---------- | ---------------------------- |
| 不明     | 日曜 18:30 更新 | TVer       | 最新話限定で無料配信         |
|          | 不明            | FOD        | 定額制による見放題見逃し配信 |

#### 日本国外での放送
- アメリカ - 日本語衛星放送・テレビジャパン
- イギリス - 日本語衛星放送・JSTV
- 香港 - 無綫電視（広東語で「櫻桃小丸子」）
- 台湾 - 民間全民電視、中国電視公司、東森電視、MOMO親子台 他（香港と同タイトル）
- ドイツ - RTL II
- 韓国 - トゥーニバース、アニマックス（韓国語で「마루코는 아홉살（マルコは九才）」）
- ロシア - THB

### 映像ソフト
ポニーキャニオンより発売。第1期は、1996年に『さくらももこ自選傑作集』としてVHS化後、2006年発売のDVD『ちびまる子ちゃん全集』に全エピソードが収録された。第2期は、1998年〜1999年に傑作選としてVHS化して発売以降長らくDVD化されていなかったが、2010年に放送20周年を迎えることなどから、2009年より第2話から順次発売されている（一部の回が権利上の問題から未収録）。それ以前に発売された傑作選との重複は『よりぬき!2001年式』の作品を除いてない。他にも、宝島社から第1期の傑作選、メディアファクトリー（現・KADOKAWAメディアファクトリーBC）から第1期・第2期の作品のうちどれか1話か2話を収録したDVD付きガムが発売されている。2020年11月27日・12月23日に、アニメ化30周年を記念してアニメ第1期のHDリマスター版Blu-ray BOXが発売（全2巻）された。DVDや再放送等で光学音声となっていた一部の回は基本的にシネテープによるクリアな音声に戻っている（その為画質のバラつき等も見られない）。また、権利上の問題から第8話・第77話は除外された。
| フジテレビ系列 日曜 18:00 - 18:30                                | フジテレビ系列 日曜 18:00 - 18:30                          | フジテレビ系列 日曜 18:00 - 18:30                         |
| 前番組                                                           | 番組名                                                     | 次番組                                                    |
| ---------------------------------------------------------------- | ---------------------------------------------------------- | --------------------------------------------------------- |
| ひみつのアッコちゃん（第2期） （1988年10月9日 - 1989年12月24日） | ちびまる子ちゃん（第1期） （1990年1月7日 - 1992年9月27日） | ツヨシしっかりしなさい （1992年10月4日 - 1994年12月25日） |
| ツヨシしっかりしなさい （1992年10月4日 - 1994年12月25日）        | ちびまる子ちゃん（第2期） （1995年1月8日 - ）              | -                                                         |

## 劇場版
テレビアニメ第1期が放映されていた時期に2本制作された（2本目は、アニメ第1期の終了後に公開）が、その後3本目まで23年間のブランクが生じている。作者は、3本目のコミカライズ『キミを忘れないよ』の単行本あとがきにて、「まる子という作品自体、映画にはあまり向いていないのではないかと常々思っていた（過去や未来に行ったり、宇宙に行ったりなどしないため）」とも述べている。2022年には、中国の制作会社が手掛けた映画が現地で公開される予定だったが、その後続報がない。
- ちびまる子ちゃん（1990年12月15日、東宝）
- ちびまる子ちゃん わたしの好きな歌 （1992年12月19日、東宝）
- ちびまる子ちゃん イタリアから来た少年（2015年12月23日、東宝）
- 中国で薛暁路（シュエ・シャオルー）を監督にして製作予定の3DCGアニメ作品（2022年春節（旧正月）予定としていたが、続報なし）

## 舞台（ミュージカル）
原作35周年記念企画の一環として、本作初となる舞台「ちびまる子ちゃんTHE STAGE」が2022年末の上演を予定して制作されることが、2021年10月に発表された。企画・制作はネルケプランニングが担当する。2022年8月には、タイトルが『はいすくーるでいず』と決定され、同年12月15日 - 12月25日にかけて天王洲銀河劇場で公演されることが発表された。同年9月30日には、キャスト・スタッフの情報も解禁された。略称は「まるステ」。
時代設定は本編から8年後（ただし、「まる子のクラスメイトの男子たちが高校生になったとしたら」を描いたパラレルワールドの扱い）で、高校生に成長した3年4組の男子を主役とし、舞台オリジナルキャラクターも登場する。女子及びさくら家の面々は登場しない（キャスト一覧にも明記されていない）。ただし、まる子（ももこ）に関しては、直接は登場しないものの花輪との繋がりを維持していることから、電話の場面などで名前が挙がっている。ケンタ（長谷川健太）も、登場はしないもののサッカー界での活躍が劇中で語られている。

### キャスト
- 花輪和彦 - 佐奈宏紀
- 丸尾末男 - 佐川大樹
- 浜崎のりたか - 松島勇之介
- 藤木茂 - 矢田悠祐
- 永沢君男 - 佐藤永典
- 富田太郎 - 原嶋元久
- 小杉太 - 川﨑優作
- 山根つよし - 石川凌雅
- 大野けんいち - 橋本祥平
- 杉山さとし - GAKU
- 西城秀治 - 大高洋夫
- 青木翔 - 石田隼
- 黒岩準 - 後藤大
- 白田嵐 - 福島海太
- 金井先生 - 大堀こういち
- 大野君のお爺ちゃん - 酒井敏也
- 境秀人
- 高橋陸人
- 齋藤一誠
- 松本建吾

### スタッフ
- 原作 - 「ちびまる子ちゃん」さくらももこ
- 演出 - 小林顕作
- 脚本 - 玉川双来
- 主催 - ネルケプランニング

## 脚本集・小説
「まる子のアニメ脚本が、このままTV放送だけで消えてしまうのは残念だ」との作者の思いから、テレビアニメの脚本集『おはなしちびまる子ちゃん』が1998年 - 2000年にかけて集英社から発売された（全10巻）。挿絵は、昔の学級文庫をイメージして、鉛筆と薄墨でのラフなタッチで描かれた。表紙のミニチュアは、ドールハウス作家の戸塚恵子が手掛けた。
脚本集とは別に、アニメオリジナル作品を小説化した『こども小説 ちびまる子ちゃん』が2011年から展開されている（集英社みらい文庫、構成：五十嵐佳子）。現在、通常版8巻、けっさく選（よりぬき版）1巻、映画ノベライズ『イタリアから来た少年』が刊行されている。こちらの挿絵は、漫画版に準じたテイストとなっている。『イタリアから来た少年』では、挿絵の代わりに映画の該当場面のキャプチャが使用されている。

## その他書籍
- 『ちびまる子ちゃん』オリジナルアニメ絵本（集英社）5巻
- 『ちびまる子ちゃん（さくらももこのシリーズ絵本）』（集英社）5巻
- 『アニメ版 ちびまる子ちゃん』（金の星社）12巻
- 『ちびまる子ちゃんのあんぜんえほん』（金の星社）4巻
- 『ちびまる子ちゃんの漢字辞典』などの、満点ゲットシリーズ（集英社）44巻[217][218]　※イラスト・漫画は、一部のタイトルを除いて、さくらももこ・さくらプロダクション以外の作家が担当している。一時期さくらももこのアシスタントを務めた小泉晃子[219]も、一部のタイトルで漫画・イラストを描いている。
- 『満点人物伝』（集英社）3巻
- 『ちびまる子ちゃんのゲームブック』（ポプラ社）4巻
- 『ちびまる子ちゃんの学級日誌』（学習研究社）5巻
- 『ちびまる子ちゃんはなまるえほん』（永岡書店）3巻
- 『あのころ』『まる子だった』『ももこの話』（集英社）　※作者の「まる子」時代に焦点を当てたエッセイ三部作。漫画・アニメの原典となるエピソードも登場するが、展開や結末が異なるものもある。
- 『くりかえし計算ドリル』などの学習教材（光文書院）
- 『ちびまる子ちゃんの総復習ドリル』などの学習教材（永岡書店）

など

## ゲーム
ちびまる子ちゃん おこづかい大作戦!
1990年12月7日発売。タカラ（現・タカラトミー）より販売。GB用ソフト。
『ちびまる子ちゃん』初のゲーム。ミニゲーム（実態はギャンブル）で貯金をためてデパートで品物を買うことを目的としたミニゲーム集だが、運要素が極めて高く、セーブ機能がない上、貯金がゼロになるとゲームオーバーとなるため、ゲームとしての評価は低い。初期所持金が30円だがクリアには10000円を超える金が必要であり、没収イベントも多く、これも評価を下げる一因。
IGN JAPANは『原作があるゲームでは珍しいギャンブルで資産を増やしていくため、おこづかいの貯め方が「異常」「まる子のあくどい部分を煮詰めたような世界観」』と表現、『クリアに必須のたまちゃんのカードや何度も繰り返す必要のあるじゃんけんは単にプレイ時間の水増しでしかなくテンポが悪い、登場人物は少なくそれの使い回しにより安上がりな出来で納期まで製作期間が短かった可能性が散見される、まる子だとしても友蔵を騙して金を貰うなど子供向けとしてどうかという考えになるのは当たり前だが、珍しいジャンルに取り組んだ心意気は評価、原作からしてゲーム慣れしていない人が遊ぶことを想定してアクションゲームのように難易度を上げるわけでないこのような内容なのも一理あり、「人事を尽くして天命を待つゲーム」としてそこに面白さが隠されている、デメリットのあるおかあさんや丸尾のカードといった要素でうまく立ち回ればタイトルに恥じないゲームでただ運に左右されるだけでもない』とした。
LSI GAME ポケパル ちびまる子ちゃん まるちゃん遊園地にゆくの巻
1990年発売。タカラより販売。電子ゲーム。
ちびまる子ちゃん2 デラックスまる子ワールド
1991年9月13日発売。タカラより販売。GB用ソフト。
『ちびまる子ちゃん おこづかい大作戦!』と異なり実力の要素が反映されるミニゲーム集となっており、ゲーム性のある内容となっている。
ちびまる子ちゃん うきうきショッピング
1991年10月4日発売。ナムコより販売。FC用ソフト。
ちびまる子ちゃん 「はりきり365日」の巻
1991年12月13日発売。エポック社より販売。SFC用ソフト。
ちびまる子ちゃん みんなあそぼう!
1991年ナムコより稼働。中央のまる子の人形が動くエレメカのルーレット。ゲームセンター・ゲームコーナーで稼働しており、カプセルが景品になっている。
ちびまる子ちゃん クイズでピーヒャラ
1992年1月10日発売。ナムコより販売。PCE用ソフト。
ちびまる子ちゃん わくわくショッピング
1992年1月14日発売。ナムコより販売。MD用ソフト。
ちびまる子ちゃん3 めざせ!ゲーム大賞の巻
1992年3月27日販売。タカラより販売。GB用ソフト。
ちびまる子ちゃん4 これが日本だよ! 王子さま
1992年8月7日発売。タカラより販売。GB用ソフト。
ちびまる子ちゃん まる子デラックス劇場
1995年5月26日発売。タカラより販売。GB用ソフト。
ちびまる子ちゃん いっしょにあそぼうよ
1995年7月25日発売。タカラより販売。PICO用ソフト。
ちびまる子ちゃん めざせ! 南のアイランド!!
1995年12月1日発売。コナミより販売。SFC用ソフト。
初代友蔵役の富山敬が声を当てた2作品のうちの1つ。
ちびまる子ちゃんの対戦ぱずるだま
1995年12月15日発売。コナミより発売。SS用ソフト。
ちびまる子ちゃん まる子絵日記ワールド
1995年12月22日発売。タカラより販売。PlayStation用ソフト。
日記（ストーリー）は春・夏・秋・冬から選べる。夏と冬は画面内の絵にクリックする部分によってストーリー展開が異なる。
ちびまる子ちゃん お宝みっけ
1995年タイトーより稼働（企画・タカラ／製造元・タカラアミューズメント）。宝探しがテーマのエレメカのルーレット。ゲームセンター・ゲームコーナーで稼働しており、カプセルが景品になっている。
ちびまる子ちゃん まる子のジャンケン大会
1995年タカラより稼働。じゃんけんゲーム。ゲームセンター・ゲームコーナーで稼働しており、カプセルが景品になっている。
ちびまる子ちゃん まる子デラックスクイズ
1996年1月26日発売。タカラより販売。NEOGEO用ソフト。
初代友蔵役の富山敬が声を当てた2作品のうちの1つ。
『ネオジオフリーク』が1997年に同誌で行ったネオジオゲームツインレビューでは3、3の6点。レビュアーのうち1人は1人プレイよりみんなで楽しくプレイした方がいいゲームで感覚が関わるバラエティクイズが楽しい、問題数は決して多くないように感じるがあまり気にしていない、もう1人は問題の正解不正解でキャラが喋るのがよくゲームオーバー時の絵も評価するが、ステージクリア時はテキストが流れるだけで少し拍子抜けでアニメのように喋って欲しかったとした。
NEOGEOソフトの定価が3万円台と高かったことと、NEOGEOのユーザー層と本作が全く重ならなかったことから本作の流通数は非常に少なかったとされ、2022年現在は取引価格が100万円以上とも言われるプレミアソフトと化している。
LSI GAME ポケパル ちびまる子ちゃん まるちゃん飴をもらいにいくの巻
発売時期不明。タカラより販売。電子ゲーム。
LCDゲーム ちびまる子ちゃんのおかしでピーヒャララ
発売時期不明。ナムコより販売。電子ゲーム。
ちびまる子ちゃんのドキドキトライ
稼働時期不明、バンプレストより稼働。ゲームセンター・ゲームコーナーで稼働しており、カードが景品になっていた。
てれびでんわ ちびまる子ちゃん
稼働時期不明、バンプレストより稼働。まる子と電話をしながらゲームができる。ゲームセンター・ゲームコーナーで稼働しており、カードが景品になっていた。
ちびまる子ちゃん ご町内みんなでゲームだよ!
2001年8月10日発売。エポック社より販売。GBC用ソフト。
ちびまる子ちゃん 「みんなですごろく遊び」の巻
2003年カプコンより稼働。ゲームセンターで稼働しているメダル落としゲーム。
24h ピクトハウス ちびまる子ちゃんのおうち
2006年セガトイズより発売。さくら家のミニチュアハウスに液晶画面が配置されたデジタルトイ。
ちびまる子ちゃん みんなでピ〜ヒャラ 輪投げで遊ぼ!!
2007年バンプレストより稼働。ゲームセンターで稼働しているメダルゲーム（キャラメダルアイランド）。1〜5枚のメダルを投入でき、1枚ごとに1人輪を投げるキャラクターが増える。ボーナスアイテム（お花）を3つ集めるとボーナスゲームの金魚すくいができる。
ちびまる子ちゃんDS まるちゃんのまち
2009年2月5日発売。バンダイナムコゲームスより販売。NDS用ソフト。
学校でボランティアとして切手を集めることになり、最初は嫌々だったまる子がお金に変えることができると知った途端やる気を出して切手を集めるというストーリー。
当初は2007年に開発が始まり2008年内に発売予定だったが、2009年に変更になった。また、発売元がバンプレストからバンダイナムコゲームスに変更になった（開発はバンプレストのまま）。
話は原作・アニメを含め、その数は100話もある。大体の話は普通のプレイで、10分程度で終わる。
Welcome Price2800版（ベスト版）が2010年7月22日に発売。
このほか息やタッチペンを使ったミニゲームがある。
ちびまる子ちゃんとおかしの国
Android端末用・2012年12月17日配信、iOS端末用・2013年1月8日配信。ビーライン・インタラクティブ・ジャパンより提供。配信終了済。
プレイヤーは、まる子や仲間たちと一緒に材料を集めてキッチンでお菓子を作り、お菓子の国を発展させていく。
ちびまる子ちゃんと迷路のまち
Android端末用・2013年10月1日配信。ビーライン・インタラクティブ・ジャパンより提供。
いろいろなテーマで作られた大きな迷路の中で、鬼ごっこやアイテム集め競争がタップ操作を行って遊ぶ。『ちびまる子ちゃんとおかしの国』との連動キャンペーンも行われている。両方で遊んでいると「おかしのデコレーション」がプレゼントされた。
ちびまる子ちゃん Dream Stage
Android端末用・iOS端末用共に2016年5月4日配信。Animoca Brandsと日本アニメーションより提供。
同じ色の「ジュエル」を揃えて消すパズルゲームで、テレビに出て人気者になりたいまる子がいろいろな審査員を前に様々なショーに挑む。
これらのほか、2009年より携帯サイト「フジテレビゲームセンターCX」内にゲームコンテンツが多数提供されていたり、2012年にソーシャルエコゲーム『ネットでマングローブ』でちびまる子ちゃんのキャラクターが登場するコラボレーションイベントが行われたりしている。

## イメージアルバム
1991年4月28日にBMGビクターから、当漫画およびアニメを基にしたイメージ・アルバム『ごきげん 〜まる子の音日記〜』が発売された（詳細は当該ページを参照）。

## 広告・商品イメージキャラクター
国民的アニメかつ、老若男女からの知名度が高いため、テレビCMなどのイメージキャラクターとして起用されることが多い。
- 森永製菓企業広告、森永ココア（森永製菓）※アニメ放送開始から2010年まで。一時降板した時期もあったが、2015年3月29日まで、この番組のスポンサーとなっていた（番組内で森永ココアのテレビCM放送時は、提供クレジットが「森永ココア」に変更されていた）。
- キャッチホン（NTT・1990年）※歌：西城秀樹「走れ正直者」
- ちびまる子のバラエティパック（Kentucky Fried Chicken・1990年）
- サンクスフェア（NTT・1992年）※歌：細川たかし
- ちびまる子ちゃんカレー（丸美屋・1990年代前半）
- フジパン
- ちびまる子ちゃん アップル&ピーチ（ポッカコーポレーション・1990年）
- つぶコーンスープ（ポッカコーポレーション・1992年）
- 国民年金基金（1996年）
- チルドゆうパック（郵便局・1998年）
- オール電化普及CM（エルク・1999年）
- NTT電話100年記念特製テレフォンカード（NTT・2000年ごろ）
- マルマル保険（第一火災海上保険・2000年）
- サニックス（サニックス・2002年）
- 屋台十八番（東洋水産・2003年）
- au静岡県向けパンフレット（2005年）
- 交通の教則（全日本交通安全協会・2005年）
- ちびまる子ちゃんリフォームBOOK（中部電力発行の冊子・2005年）
- オロナインH軟膏（大塚製薬・2006年）※アニメ内で2009年頃まで放送された（CS放送でもスポンサーに入った）
- カラリオおうちプリント（セイコーエプソン・2006年）※アニメ放送終了後のヒッチハイク限定放送（2006年12月 - 2007年1月上旬には、日曜日限定でそのほかの時間にも流れていたこともあった）
- シーチキン（はごろもフーズ・2006年）※このCMは、学校での授業参観の設定だったため、すみれ（母親）が登場したほか、担任役として沢口靖子も出演し、共演した。
- 「静岡県家庭の日」ポスター（静岡県）
- マルちゃん 鍋用ラーメン（東洋水産）※商品パッケージ
- 都営バス（東京都交通局・2008年）※深川営業所のノンステップバス1台（S-K497号車）にちびまる子ちゃんのラッピングを貼ったバスが運行されている（広告主は静岡市）。
- スマドペイー（台湾銀行公会・2008年12月）
- カラカミ観光（定山渓ビューホテル、洞爺サンパレス限定。2010年4月より）
- フジドリームエアラインズ（3号機にキャラクターデザインが施される。2010年4月より）
- 特殊切手（郵便事業株式会社・2010年）※アニメ・ヒーロー・ヒロインシリーズ 第14集に採用。
- アルツハイマー疾患啓発広告（エーザイ、ファイザー・2010年　- ）
- ミツウロコ（2011年4月 - ）
- 中日こどもウィークリー（中日新聞・2011年）
- ヨシケイ（2012年秋より）
- 警視庁（2012年秋）※振り込め詐欺・悪徳商法への警告
- スクラッチ（2013年）※丸尾、永沢も登場。『ちびまる子ちゃん』内では流れず、主に次番組（地域による）『サザエさん』で放送される。
- すきすきセット（すき家・2013年）
- NTTドコモ（2014年）
- ゼリーシリーズ（杉本屋製菓・2014年）
- マシュマロシリーズ（エイワ・2014年）
- ケーズデンキ（2015年より）[241]※友蔵も登場。

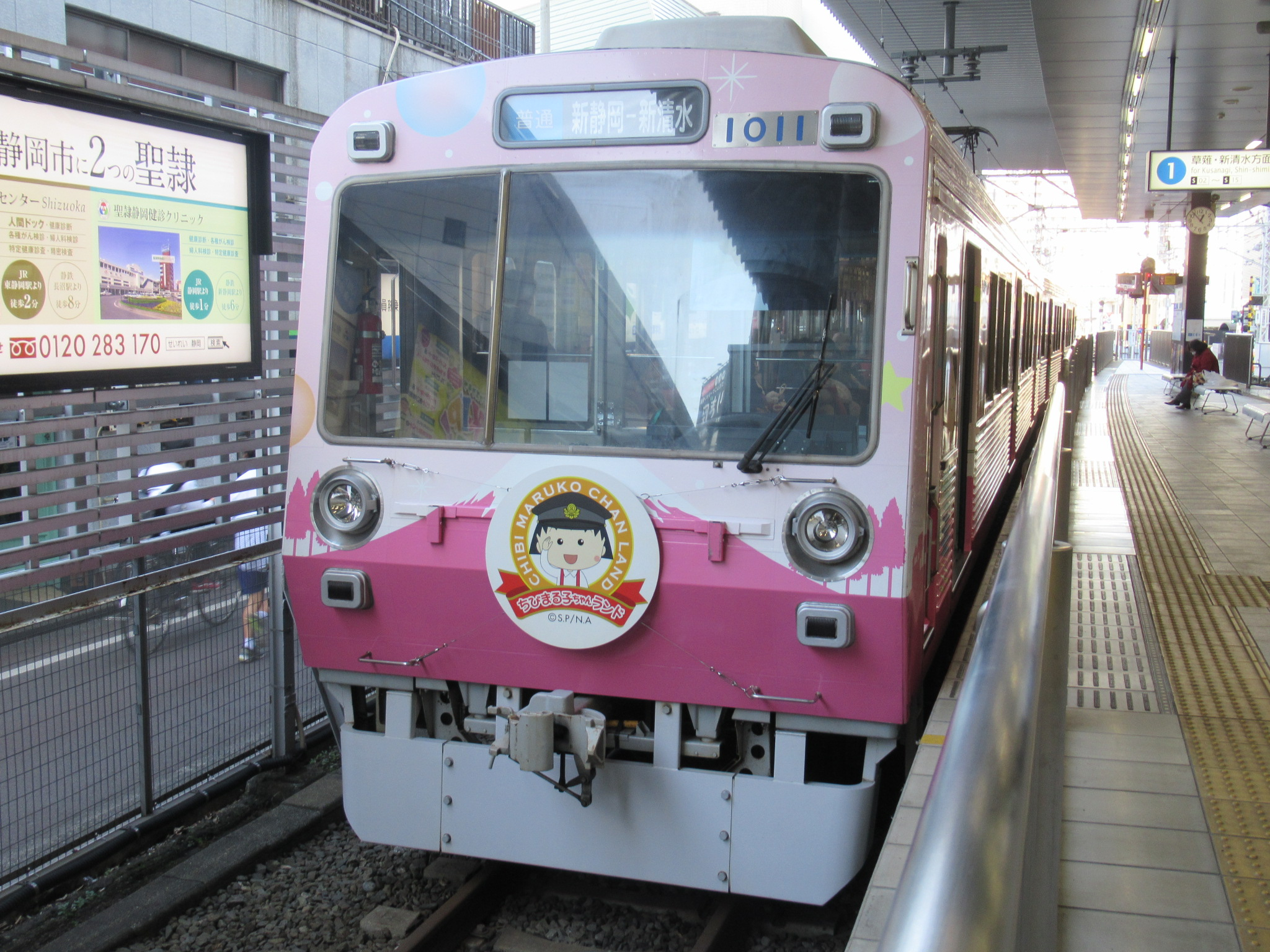
静岡鉄道　ちびまる子ちゃんラッピング電車

- 静岡鉄道静岡清水線ラッピング車両「ちびまる子ちゃんラッピング電車」、ルルカパサールカード（静岡鉄道・2015年）[242] ※運行開始当初は通常の自動放送を使用していたが、2015年12月28日よりちびまる子ちゃんラッピング電車の車内放送の音声をTARAKOがまる子の声で担当している[注 56]。当初は2016年7月26日に運行終了の予定であったが、利用者から好評であったことから同年の秋まで運行期間が延長された。その後も運行期間の延長が繰り返され、最終的に2023年3月26日をもって運行を終了した[243][注 57]。同車両はトミーテックの「鉄道コレクション」から、Nゲージ鉄道模型として製品化されている[注 58]。この他にも静岡鉄道の「ちびまる子ちゃんラッピング電車」オリジナルグッズがいくつも発売されている。
- CIAOPANIC TYPY（2015年）[244]
- ソフトバンク（2015年）[245]
- 西光亭（2015年）[24]
- まるちゃんビスケット、じゃり豆シリーズ（トーノー・2015年）[246]
- フロレスタ（2015年）[247]
- 栗山米菓（2015年）[248]
- ジェイアール東海ツアーズ（2015年）
- トラットリア パラディーゾ（2015年）[249]
- ふりかけシリーズ（磯駒海苔・2016年）[250]
- 訪日観光客向けガイドブック「銀座ガイド」（一般社団法人銀座通連合会・2016年）[251][252]
- ミラ トコット（ダイハツ工業 ・2018年）[注 59][253]
- 「早稲田アカDUAL」イメージキャラクター、「まる子、本気になる。」シリーズ広告（早稲田アカデミー・2020年　- ）[254]※中学生に成長した設定で、初の3DCGで描かれている。当初はまる子[注 60]のみであったが、たまえ[255]、花輪[256]、大野&杉山[257]と、他のクラスメイトも順次加わっている。
- スギ薬局（2021年）[258]
- しずおか海洋ごみゼロ対策プロジェクト（静岡市・2021年）[259]
- 静岡鉄道静岡清水線のラッピング車両「まるちゃんの静岡音頭」（静岡鉄道・2021年）※同名の楽曲とのタイアップで、2021年7月19日 - 2022年4月の期間で運行[260][261][注 61]。運行開始当初は、車内で同楽曲も流されていた[261]。楽曲自体は、編曲を担当した小山田圭吾の過去の不祥事が大々的に報じられた影響で同年7月21日付で使用停止になったが[262]、ラッピング列車の運行は継続されている（ただし、車内での楽曲放送は取り止め）[261]。
- アフラック生命保険（2023年） ※実写版とアニメ版の2本が存在する[263]。アニメ版には、まる子のほか、たまちゃん・丸尾くん・花輪くんが登場した。
- BuySell Technologies 出張訪問買取サービス（2023年 - ）※こたけ（祖母）が出演するバージョンもある。
- アラミックシャワーヘッド（アラミック・2023年）※花輪がメイン
- 政府広報・国土交通省 物流革新「まるっと減らそう！再配達」篇（2024年）[264]※さくら一家総出演。なお、このスポットCMが、TARAKOがまる子の声を担当した最後のCMとなった。
- ホットペッパーグルメ「ごはん、いこっ『まる子と友蔵』篇」（リクルート・2025年）※まる子と友蔵が出演

この他、静岡県静岡市清水区にある商業施設「エスパルスドリームプラザ」館内に、ちびまる子ちゃんのミュージアム「ちびまる子ちゃんランド」が1999年に開設されている。

## 影響
- さくらの当時のクラスメイトかつ、作中に登場する「はまじ」のモデルとなった浜崎憲孝は、本作品のヒットに触発される形[265]で自伝『僕、はまじ』を2002年（2022年文庫化）に発表。以降、『はまじと9人のクラスメート』（2003年）、『はまじとさくらももこと三年四組』（2020年）を発表した[266]が、2023年5月下旬に独り暮らしをしていた自宅で死亡が確認された[266]。

- 本作品の人気の過熱に伴い、静岡に留まっていたさくらの両親が観光客に冷やかされるといった弊害も生じた（母親は特に嫌がっていた）。一計を案じたさくらは両親に上京を持ちかけ、これを受け入れる形で『ひとりずもう』でも描かれていた実家の八百屋は閉店する運びとなった[267]。

## テレビドラマ
これまで3度シリーズ化しており、さくら友蔵役のモト冬樹と戸川先生役の笠井信輔は同役ですべて出演。上記2名以外はシリーズの変換ごとに変更している。

### 2006年スペシャルドラマ版
2006年4月18日、アニメと同じくフジテレビ系列にて19:00 - 20:54（『カスペ!』）に3篇のオムニバスドラマとして放送された。視聴率は22.8%と『カスペ!』史上最高となる高視聴率を記録した。東海テレビ（中日対阪神戦）・テレビ新広島（広島対横浜戦）は、プロ野球中継の関係で後日振替放送となり、東海テレビは4月23日（13:00 - 14:55）に、テレビ新広島は4月22日（12:00 - 13:56）に放送された。
もともとは、アニメ15周年記念企画として、2005年初頭の放送を想定して企画をスタートさせたものだが、その時は適役が見つからずに中断。しかしドラマ化を諦めきれずにいたフジテレビ側が、2005年末に再度オーディションを敢行。500人の中から、まる子に適任の子役（森迫永依）を見つけたことでプロジェクトが再始動。無事放送された。
また、さくら家は昭和を思わせるかなりレトロな造りになっているが、外に出ると平穏な現代の風景である。
2006年10月31日（4月同様『カスペ!』で放送）には、アニメ放送750回記念として第2弾が放送された。
開始前から番宣としてドラマの出演者が様々なフジテレビの番組に出演したが、中でもまる子役の森迫永依とヒロシ役の高橋克実は2006年10月26日放送の『とんねるずのみなさんのおかげでした』の1コーナー『石橋貴明のトークダービー』でこの役（まる子とヒロシ）として出演した。
同年12月5日には公式ホームページのアクセスが1万件を突破したことで緊急アンコール版が放送された。アニメ放送第1話にこれまでのドラマスペシャルの傑作選（第2弾の第1話『まる子、作文に悩む』と、第1弾の第3話『たまちゃん、大好き』）の2本のほかに新作ドラマ『3年4組大忘年会』の構成だった。
出演者（ゲスト）のほとんどが友情出演である。基本的にアニメ版をベースに、できるだけその雰囲気を実写で再現するような演出がなされている。
主な例
- 家や学校などのセットや登場人物（特に髪型は一部カツラ）のディテールを出来るだけ忠実に再現。
- アニメ版まる子役のTARAKOがドラマ冒頭や宣伝で声の出演を行う。
- アニメ版ナレーター役のキートン山田がドラマ版同様ナレーターを担当。また第2弾では、提供読みも担当した。このことは、アニメ・テレビドラマ版通して初めてである。
- 主題歌は「おどるポンポコリン」、エンディング曲は「アララの呪文」。放送当時のアニメでの使用曲をそのまま使用。

また、実写の特性を生かして、『8時だョ!全員集合』の1シーン（加藤茶の“チョットだけよ〜”）や山口百恵のレコードジャケット写真をそのまま使用。BGMにも百恵・山本リンダのオリジナル曲を挿入（必殺シリーズのBGMや効果音、殿さまキングスの「なみだの操」も挿入）するなど、本作本来の持ち味であるノスタルジックな部分が少し強調されている。ヒロシが読んでいる新聞・産経新聞も当時の紙面に合わせて、第一面の題字はカタカナの「サンケイ」表示やモノクロの紙面にするなど、小道具にも細かい配慮がなされている。
その一方、撮影は静岡市ではなく関東地方で行われ、富士山などはCG処理で加えられた。ドラマに登場する入江小学校も実際の清水入江小学校とは異なっている。

#### 出演
- 主演：さくらももこ（まる子）（演：森迫永依）
- まる子の友達：穂波たまえ（たまちゃん）（演：美山加恋）
- まる子の父：さくらヒロシ（演：高橋克実）
- まる子の母：さくらすみれ（演：清水ミチコ）
- まる子の姉：さくらさきこ（演：福田麻由子）
- まる子の祖父：さくら友蔵（演：モト冬樹）
- まる子の祖母：さくらこたけ（演：市毛良枝）
- まる子の担任の先生：戸川秀之（演：笠井信輔〈当時フジテレビアナウンサー〉）
- 花輪和彦（演：馬宮輝）
- 丸尾スエオ（演：佐藤和也）
- 浜崎のりたか（はまじ）（演：米谷真一）
- 野口笑子（演：甲野優美〈現・香乃ゆうみ〉）
- 永沢君男（演：槇岡瞭介）
- 藤木茂（演：佐藤敦士）
- みぎわ花子（演：熊谷杏実）
- 冬田さん（演：矢口蒼依）
- ケンタ（演：児玉真楽)
- 山田笑太（演：小林京雄）
- 富田太郎（ブー太郎）（演：望月佳一）
- 土橋とし子（演：朝日梨帆）
- 長山治（演：植田大輝）
- 城ヶ崎姫子（演：奥ノ矢佳奈）
- 山根つよし（演：大森弘貴）
- 小杉太（演：小杉茂一郎）
- 大野けんいち（演：伊藤大翔）
- 杉山さとし（演：吉野翔太）
- 穂波真太郎（たまえの父）（演：八嶋智人）
- 西城秀治（演：下條アトム、第2弾から出演しており、特別出演扱い）
- 佐々木のじいさん（演：きたろう、第2弾は出演せず）
- 爆チュー問題（爆笑問題、エンディングで特別出演）

第1弾及びアンコール版のみの出演
- 白河さん（まる子のペア）（演：伊藤沙莉）
- なっちゃん（さきこのペア）（演：笠菜月）
- 未来のまる子（演：木村カエラ）
- 未来のたまちゃん（演：皆藤愛子）
- 未来のはまじ（演：松本康太〈レギュラー〉）

第2弾及びアンコール版のみの出演
- 若いときのさくらヒロシ（演：玉木宏、声のみ高橋克実）
- 若いときのさくらすみれ（演：国仲涼子、声のみ清水ミチコ）
- 中野さん（友蔵の友人）（演：温水洋一）
- はまじの母（演：柴田理恵）
- ブー太郎の父（演：河本準一〈次長課長〉）
- ブー太郎の母（演：大島美幸〈森三中〉）
- 警官（演：原田泰造〈ネプチューン〉）
- 転校先の担任（軽部先生）（まる子の妄想シーン）（演：軽部真一〈フジテレビアナウンサー〉）
- お菓子店の店員（演：戸部洋子〈フジテレビアナウンサー〉）
- 上級生（演：徳永えり）

#### スタッフ
- 原作・監修：さくらももこ
- 脚本：さくらももこ、樫田正剛
- 音楽：中村暢之
- 企画：松崎容子（フジテレビ）
- プロデュース：浅野澄美
- 技術プロデュース：瀬戸井正俊
- 美術プロデュース：柴田慎一郎
- 広報：谷川有季（フジテレビ）
- 演出：西浦正記
- 映像協力：第一弾：TBS 第二弾：日本テレビ
- 協力：さくらプロダクション、日本アニメーション
- 製作：FCC
- 製作著作：フジテレビ

#### 放送日程
第1弾
| 放送日        | サブタイトル                                                  | 脚本         |
| ------------- | ------------------------------------------------------------- | ------------ |
| 2006年4月18日 | 「まるちゃんのゆかいな生活」の巻 （「ゆううつな参観日」の巻） | さくらももこ |
| 2006年4月18日 | 「なかよしの集い」の巻                                        | 樫田正剛     |
| 2006年4月18日 | 「たまちゃん、大好き」の巻                                    | 樫田正剛     |

第2弾
| 放送日         | サブタイトル               | 脚本     |
| -------------- | -------------------------- | -------- |
| 2006年10月31日 | 「まる子、作文に悩む」の巻 | 樫田正剛 |
| 2006年10月31日 | 「まる子、ウソをつく」の巻 | 樫田正剛 |
| 2006年10月31日 | 「さくら家、大ピンチ」の巻 | 樫田正剛 |

### レギュラードラマ版
2回（+1回アンコール）のスペシャル (SP) ドラマ放送が好評だったことを受け、2007年4月19日から2008年2月28日まで木曜午後7時台に『クイズ$ミリオネア』の後番組として『まるまるちびまる子ちゃん』が放送された。同番組ではレギュラードラマとバラエティコーナーで構成され、すなわちレギュラードラマはコーナードラマであるとも言える。キャストも友蔵役のモト冬樹と戸川先生役の笠井信輔以外は一新され、オーディションで伊藤綺夏が二代目まる子に選出された。

### 2013年スペシャルドラマ版
2013年10月1日の19:00 - 20:54に、フジテレビ系列『カスペ!』枠にて放送。フジテレビ開局55周年特別番組。主演は信太真妃。
5年半ぶりにドラマ化された『ちびまる子ちゃん』の配役は、3作連続出演となるさくら友蔵（演：モト冬樹）、戸川先生（演：笠井信輔）以外の全てのキャストが一新された。

#### 出演
- さくら家
  - さくら ももこ（まる子） - 信太真妃
  - さくら ヒロシ（まる子の父親） - 児嶋一哉（アンジャッシュ）
  - さくら すみれ（まる子の母親） - 飯島直子
  - さくら さきこ（まる子の姉） - 蒔田彩珠
  - さくら 友蔵（まる子の祖父） - モト冬樹
  - さくら こたけ（まる子の祖母） - 鷲尾真知子
- 清水市立入江小学校3年4組[271][272]
  - 戸川 秀之（まる子が所属するクラスの担任） - 笠井信輔（当時フジテレビアナウンサー）
  - 穂波 たまえ役（たまちゃん / まる子の親友） - 須田琥珀
  - 丸尾 末男 - 春名柊夜
  - 花輪 和彦 - 長島暉実
  - 浜崎 のりたか（はまじ） - 根本樹
  - 野口 笑子 - 石井晏璃
  - 永沢 君男 - 森太陽
  - 藤木 茂 - 高宮悠輝
  - みぎわ 花子 - 竹本咲良
  - 冬田 美鈴 - 山口萌々花
  - 山田 笑太 - 新井真悟
  - 富田 太郎（ブー太郎） - 古海幸磨
  - 土橋 とし子（とし子ちゃん） - 内藤穂之香
  - 長山 治役 - 大硲真陽
  - 城ヶ崎 姫子 - 岩崎百合
  - 笹山 かず子 - 小熊苺子
  - 山根 つよし - 酒井天満
  - 小杉 太 - 田端紳兵
  - 大野 けんいち - 馬渕誉
  - 杉山 さとし - 川上恭
  - 前田 ひろみ - 三善来奈
  - 関口 しんじ - 五味佳晃
  - 山田 かよ子 - 利田舞
- その他
  - 篠原 葵（まる子が拾った手紙の付いた風船の差出人・東京に住む少女） - 谷花音
  - 葵のお母さん - 戸田菜穂
  - 郵便屋 - 武井壮[273]
  - 看護師 - 長井梨紗
  - ヒデじい（花輪家の執事） - 佐戸井けん太

#### スタッフ
- 原作 - さくらももこ（りぼんマスコットコミックス / 集英社）
- 監修 - 多田弘子（さくらプロダクション）
- 脚本 - 樫田正剛、高橋幹子
- 音楽 - 中村暢之
- 演出 - 小林和紘
- オープニング曲 - B.B.クィーンズ「おどるポンポコリン」（Rhizome / BMGビクター）
- エンディング曲 - 桑田佳祐「100万年の幸せ!!」（ビクタータイシタ）
- ナレーション - キートン山田
- 演出補 - 朝比奈陽子
- 特殊メイク - 江川悦子
- フードコーディネーター - 住川啓子
- アニメーション協力 - 高木淳、田中伸明、山本乗碩、手塚健一
- 技術協力 - バスク、フジ・メディア・テクノロジー
- 美術協力 - フジアール
- 写真素材 - ゲッティイメージズ、アマナイメージズ、アフロ
- 協力 - さくらプロダクション、日本アニメーション
- 企画 - 高木明梨須
- プロデュース - 中山ケイ子
- 協力プロデュース - 浅野澄美
- プロデュース補 - 荻田真弓
- 制作 - FCC
- 制作著作 - フジテレビ

#### 放送日程
サブタイトルコールはまる子が（4話目はたまえと2人で）行う。
| 放送日        | サブタイトル                                 | 脚本     |
| ------------- | -------------------------------------------- | -------- |
| 2013年10月1日 | 「まる子、おじいちゃんを祝う」の巻           | 樫田正剛 |
| 2013年10月1日 | 「まる子、席替えをする」の巻                 | 高橋幹子 |
| 2013年10月1日 | 「まる子、納豆を食べよう」の巻               | 樫田正剛 |
| 2013年10月1日 | 「まる子とたまちゃん、風船の手紙を拾う」の巻 | 高橋幹子 |

### 台湾版
2017年2月22日に中国のiQIYIで配信。2017年3月13日から4月21日まで台湾の中視で放送された。主演は林芯蕾。日本未公開。

#### 出演
- 小丸子（まる子）の家
  - 櫻桃子（インタオズ、小丸子、シャオワンズ） - 林芯蕾（ゾーイ・リン）
  - 櫻廣志（インゴアンズ、さくらヒロシ） - 林佑威（中国語版）（リン・ヨーウエー）
  - 櫻菫（インジン、さくらすみれ） - 茵芙（中国語版）（インフ）
  - 櫻幸子（インシン、さくらさきこ） - 魏蔓（中国語版）（マンディ・ウエー）
  - 櫻友藏（インユザン、さくら友蔵） - 顧寶明（中国語版）（バオミン・グー）
  - 櫻小竹（インシャオズ、さくらこたけ） - 譚艾珍（中国語版）（タン・アイジエン）
- 3年4組
  - 戶川（フチアン、戸川） - 陳德脩（中国語版）（チン・デショ、赤世代（中国語版）、ツースーダイ）
  - 小玉（シアオユ、穗波玉、スイボユ、たまちゃん） - 曾允柔（中国語版）（ゾーイ・ツェン）
  - 花輪和彥 （フアンルンヘイエン）- 汪東城（中国語版）
  - 丸尾末男（ワンワエーモナン） - 李礎業（中国語版）（ケニ・リー）
  - 濱崎憲孝（ビンチシェンシャオ、浜崎） - 大飛（中国語版）（ダフエ）
  - 野口笑子（イエコーシャオズ） - 松岡李那（中国語版）（ソンガン・リナ）
  - 豬太郎（ジュタイラン、富田太郎、ブー太郎） - 曾昱嘉（中国語版）（ツェン・ユジャ）
  - 美環花子（メイフアンホアズ、みぎわ） - 劉紀範（中国語版）（アマンダ・リュ）
  - 藤木茂（テンムーマオ） - 楊昇達（中国語版）（ヤン・センダ）
  - 永澤君男（ユオンゼジュンナン、永沢） - 楊銘威（中国語版）（ジョニー・ヤン）
  - 山田笑太（サンティアンシャオタイ） - 黃得峯（中国語版）（フオン・ホアン）
  - 大野健一（ダイエジェンイ、大野けんいち） - 王友良（中国語版）（イヴァン・ワン）
  - 杉山聰（サンサンチョン、杉山さとし）- 黃宏軒（中国語版）（ホアン・ホンスエン）
  - 土橋年子（トゥチャオニエンズ、土橋とし子）- 陳怡溱（中国語版）（グアン・チン）
  - 平岡秀章（ピンガンシュチャン）- 王邵平（中国語版）（ホアン・サオピン）
- 3年4組児童の関係者
  - 穗波真太郎（スイボジェンタイラン、穂波真太郎）- 陳志強（中国語版）（チェン・ズチャン）
  - 花輪の母 - 林利霏（中国語版）（リン・リヘー）
  - 西城秀治 - 洪章世（中国語版）（ホン・ジャンス）
  - 良子（リャンズ、よしこ） - 吳沛寧（中国語版）（エリカ・ウー）

#### スタッフ
- 原作 - さくらももこ（りぼんマスコットコミックス / 集英社）
- 脚本 - 白野幸英（しろの ゆきひで）、連凱鴻（リェン・カイホン）、吳瑾蓉（ウ・ジンロン）、馮琪鈞（ホン・チジュン）
- 演出 - 張欽（中国語版）（チャン・チン）
- オープニング曲 - 林芯蕾「不想長大」（ブシャンチャンダ）
- エンディング曲 - 汪東城「與你Let's Go」（ユニ - ）
- 後期演出 - 陳維琳（中国語版）（チェン・ウイーリン）
- プロデューサー - 徐志怡（中国語版）（シュ・ズーイー）
- エグゼティブプロデューサー - 吳璨琦（中国語版）（ウ・チャンチ）、林書弘（中国語版）（リン・スーホン）
- 製作 - 東映

#### 放送日程
| 放送日        | 各話 | サブタイトル                                                         |
| ------------- | ---- | -------------------------------------------------------------------- |
| 2017年3月13日 | 1    | 20分の幸せ 二十分鐘的幸福                                            |
| 2017年3月14日 | 2    | まる子、忘れ物をする 小丸子忘記帶東西                                |
| 2017年3月15日 | 3    | まる子、風邪におびえる 小丸子感冒了                                  |
| 2017年3月16日 | 4    | 子供誘拐の人お気を付けてください 小心誘拐兒童的人                    |
| 2017年3月17日 | 5    | 肝試し（前編） 試膽大會（上）                                        |
| 2017年3月20日 | 6    | 肝試し（後編） 試膽大會（下）                                        |
| 2017年3月21日 | 7    | ママ、愛してる、宿題 媽媽我愛你回家功課                              |
| 2017年3月22日 | 8    | 最高の日 最美好的一天                                                |
| 2017年3月23日 | 9    | 姉はまる子を無視してる（前編） 姐姐不理小丸子（上）                  |
| 2017年3月24日 | 10   | 姉はまる子を無視してる（後編） 姐姐不理小丸子（下）                  |
| 2017年3月27日 | 11   | まる子、班長になるよ 小丸子要當班長                                  |
| 2017年3月28日 | 12   | 自転車に乗ることを学び 學騎自行車                                    |
| 2017年3月29日 | 13   | 参観見学 家長觀摩日                                                  |
| 2017年3月30日 | 14   | まる子、英会話を学び 小丸子學英語會話                                |
| 2017年3月31日 | 15   | 怖い心霊写真 恐怖的靈異照片                                          |
| 2017年4月3日  | 16   | 花輪の大邸宅ばらす 花輪大宅曝光了                                    |
| 2017年4月4日  | 17   | 自分の部屋 屬於自己的房間                                            |
| 2017年4月5日  | 18   | 私たちは交換日記を書きます 我們來寫交換日記                          |
| 2017年4月6日  | 19   | 家庭訪問                                                             |
| 2017年4月7日  | 20   | 藤木は小衫に30円を貸します 藤木借小衫30元                            |
| 2017年4月10日 | 21   | パパとママは離婚します 爸爸媽媽要離婚                                |
| 2017年4月11日 | 22   | 不幸の手紙 不幸的連鎖信                                              |
| 2017年4月12日 | 23   | まる子とお姉ちゃんのケンカ 小丸子與姐姐吵架了                        |
| 2017年4月13日 | 24   | ライオン像 獅子雕像                                                  |
| 2017年4月14日 | 25   | とにかくまる子、スイングカーが欲しい 小丸子無論如何 想要小紅馬溜溜車 |
| 2017年4月17日 | 26   | 自分を見て 審視自己                                                  |
| 2017年4月18日 | 27   | 褒状を取得 拿到獎狀                                                  |
| 2017年4月19日 | 28   | 一生の友達 一輩子的好朋友                                            |
| 2017年4月20日 | 29   | まる子、二十四孝を学ぶ 學習二十四孝的小丸子                          |
| 2017年4月21日 | 30   | 友情ノート 友情筆記本                                                |

### さくら家の人々を演じた俳優の変遷
| 作品     | さくらももこ | さくらヒロシ （お父さん） | さくらすみれ （お母さん） | さくらさきこ （お姉ちゃん） | さくら友蔵 （おじいちゃん） | さくらこたけ （おばあちゃん） |
| -------- | ------------ | ------------------------- | ------------------------- | --------------------------- | --------------------------- | ----------------------------- |
| 2006年   | 森迫永依     | 高橋克実                  | 清水ミチコ                | 福田麻由子                  | モト冬樹                    | 市毛良枝                      |
| まるまる | 伊藤綺夏     | 三村マサカズ              | 酒井法子                  | 村崎真彩                    | モト冬樹                    | 宮崎美子                      |
| 2013年   | 信太真妃     | 児嶋一哉                  | 飯島直子                  | 蒔田彩珠                    | モト冬樹                    | 鷲尾真知子                    |
| 台湾版   | 林芯蕾       | 林佑威                    | 茵芙                      | 魏蔓                        | 顧寶明                      | 譚艾珍                        |